# Okręty podwodne typu Wilk
Okręty podwodne typu Wilk – typ polskich torpedowo-minowych okrętów podwodnych, zbudowanych we Francji dla Marynarki Wojennej w dwudziestoleciu międzywojennym o dwukadłubowej konstrukcji nitowanej. Wypierające na powierzchni 980 ton wody jednostki, miały długość 77,95 metra i oprócz uzbrojenia artyleryjskiego uzbrojone były w 10 torped wz. 1924V o średnicy 550 mm oraz 40 min SM-5. Zastosowana architektura umożliwiała okrętom tego typu bezpieczne zanurzanie na głębokość 80 metrów, zostały jednak przetestowane na głębokości 100 metrów. Kształt kadłuba oraz diesel–elektryczny układ napędowy, umożliwiał im osiągnięcie prędkości nawodnej 14,5 węzła oraz 9,5 węzła pod wodą. Czas całkowitego zanurzenia okrętów tego typu wynosił 50 sekund.
Trzy pierwsze w polskiej marynarce okręty podwodne zostały przyjęte w skład Floty w latach 1931–1932, kiedy zaczęły tworzyć „grupę okrętów podwodnych”, a następnie nowo utworzony Dywizjon Okrętów Podwodnych pod dowództwem kmdra ppor. Aleksandra Mohuczego. Po napaści hitlerowskich Niemiec na Polskę, wraz z innymi okrętami dywizjonu wzięły udział w kampanii wrześniowej wykonując plany operacyjne „Worek” i „Rurka”. W wyniku nazbyt defensywnych założeń operacyjnych Kierownictwa Marynarki Wojennej, jednostki typu Wilk nie odniosły większych sukcesów, wszystkie natomiast zostały uszkodzone. Wobec utraty możliwości operowania z polskich baz morskich oraz niepodjęcia próby przedostania się do Wielkiej Brytanii, ORP „Ryś” i ORP „Żbik” zostały internowane w portach szwedzkich. Trzeci okręt tego typu, ORP „Wilk” pod dowództwem kpt. mar. Bogusława Krawczyka, podjął zakończoną powodzeniem próbę przedarcia się przez cieśninę Sund i dotarł do brytyjskiej bazy morskiej w Rosyth.
Okręty internowane w Szwecji pozostały tam do końca II wojny światowej, a w roku 1945 zostały sprowadzone do Polski, gdzie pełniły służbę w marynarce wojennej PRL do 1955 roku, po czym zostały złomowane. ORP „Wilk” po dotarciu we wrześniu 1939 roku do Wielkiej Brytanii wziął udział w początkowym okresie bitwy o Atlantyk, gdzie przeprowadził 9 patroli bojowych – w trakcie jednego z nich miało dojść do staranowania niezidentyfikowanej jednostki podwodnej, jednak fakt ten nie został potwierdzony. Z uwagi na zły stan techniczny na początku 1941 roku został przesunięty do działalności szkoleniowej, zaś 2 kwietnia 1942 roku do rezerwy. W 1952 roku został przyholowany do Polski, w 1954 roku natomiast wobec nieopłacalności remontu został skreślony z listy floty. W połowie lat 50. XX wieku jednostki typu Wilk, zostały zastąpione w polskiej flocie sześcioma wydzierżawionymi od Związku Radzieckiego używanymi okrętami podwodnymi typu M.

## Geneza
W roku 1923 premier gen. dyw. Władysław Sikorski zaaprobował w ramach „Małego planu budowy floty” budowę dziewięciu okrętów podwodnych dla Marynarki Wojennej, w tym trzech podwodnych stawiaczy min. Jednak w związku z tym, że w Polsce – która zaledwie 5 lat wcześniej odzyskała niepodległość – nie było stoczni zdolnych do produkcji jednostek podwodnych, okręty musiały być budowane za granicą. Zasadnicze wymagania techniczne wobec nowych okrętów zostały ustalone 11 grudnia 1924 roku przez komisję powołaną rozkazem szefa Kierownictwa Marynarki Wojennej „Dla ustalenia typów łodzi podwodnych potrzebnych dla marynarki polskiej”, która przeanalizowała materiały nadesłane przez kilka zagranicznych przedsiębiorstw – w przypadku okrętów torpedowych były to francuskie Chantiers et Ateliers Augustin Normand, Ateliers et Chantiers de la Loire i Schneider et Cie, a także brytyjska Armstrong Whitworth Naval Yard z Newcastle upon Tyne oraz włoska Stabilimento Tecnico Triestino z Triestu. Projekty stoczni brytyjskiej i włoskiej zostały odrzucone przy pierwszej selekcji, gdyż prezentowały jednostki ponad 1000-tonowe, podczas gdy wstępne założenia przewidywały jednostki o wyporności nawodnej około 600 ton. Jednocześnie uznano, że Schneider et Cie oferuje okręty o niewystarczającym uzbrojeniu torpedowym, stąd też ta oferta nie była dalej brana pod uwagę. W związku z tym, za podstawę do opracowania wymagań na jednostki torpedowe przyjęto projekty de la Loire oraz Augustin Normand.
W przypadku analiz zmierzających do ustalenia wymagań na okręty minowe zbadano także projekty Union des Cinq Chantiers oraz Chantiers Navals. Projekt Normanda odrzucono ze względu na umieszczenie min na zewnątrz kadłuba sztywnego, de la Loire z powodu zbyt małej prędkości, projekt włoski natomiast, najbardziej odpowiadający oczekiwaniom komisji, „nie mógł być chwilowo brany pod uwagę z powodów o charakterze politycznym”. Po przebadaniu materiałów, komisja ustaliła ogólne wymagania wobec okrętów – ok. 670 ton wyporności nawodnej okrętów torpedowych i 950 ton wobec jednostek minowych, dwa silniki Diesla o mocy 650 KM i 1000 KM w celu zapewnienia prędkości nawodnej nie mniejszej niż 14 węzłów i podwodnej odpowiednio 9,5 oraz 9 węzłów. Okręty torpedowe miały być wyposażone w 4 wewnętrzne dziobowe wyrzutnie torpedowe i 4 obrotowe wyrzutnie zewnętrzne oraz przenosić w sumie 14 torped kalibru 550 mm, okręty minowe zaś, odpowiednio, 4 i 2 wyrzutnie z 10 torpedami o średnicy 550 mm, ponadto miały także być zdolne do postawienia co najmniej 30 min. Wymagania co do pozostałych parametrów były podobne w odniesieniu do obydwu typów okrętów. 13 stycznia 1925 roku komisja zakończyła prace, a powstałe w ten sposób wymagania zostały przedstawione kilku francuskim stoczniom, z propozycją przedstawienia szkiców projektów do 1 marca 1925 roku. Po ich nadesłaniu, w kwietniu tego roku, dane taktyczno-techniczne zostały ostatecznie zaakceptowane przez Szefa KMW wiceadmirała Kazimierza Porębskiego.

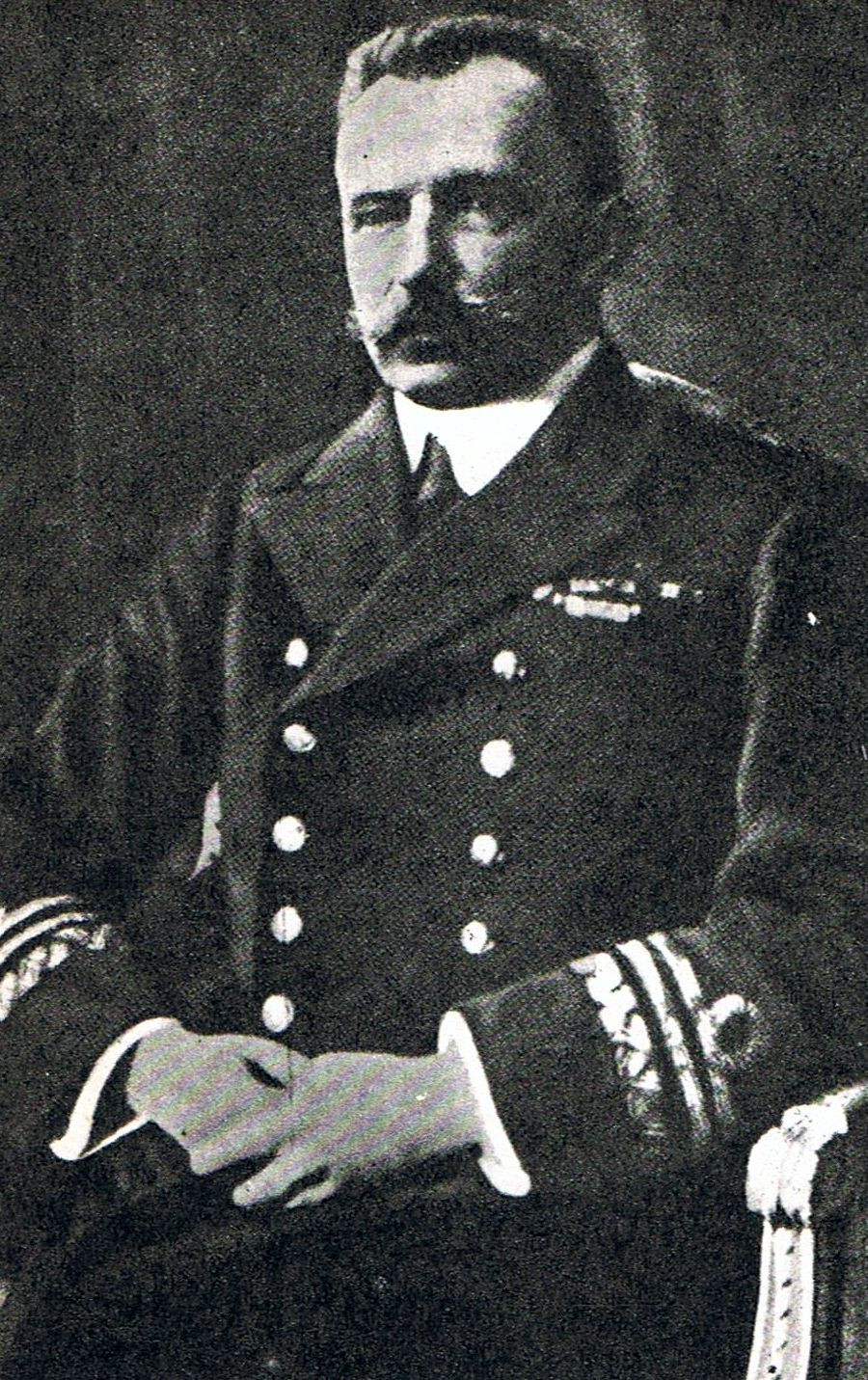
Szef KMW wadm. Kazimierz Porębski

Najkorzystniejsza wydawała się wówczas możliwość budowy w stoczniach francuskich, gdyż stocznie szwedzkie, holenderskie i brytyjskie były droższe, ponadto Polska starała się w tym czasie o uzyskanie francuskiej pożyczki na zakup wyposażenia militarnego we Francji, z którą łączył ją sojusz militarno-polityczny.
Wysłany do Francji w celu oceny ofert zespół w składzie kadm. Wacława Kłoczkowskiego i kmdra por. Mariana Sasinowskiego ustalił wraz z oficerami marynarki francuskiej, że z konstrukcyjnego punktu widzenia możliwe do zaakceptowania są jedynie projekty Chantiers Augustin-Normand oraz Union des Cinq Chantiers, zaś projekty Chantiers de la Loire oraz Chantiers Navals są nieracjonalne i mają szereg braków, lub też w ogóle nie nadaje się – w przypadku projektu Chantiers Navals – z uwagi na słabą konstrukcję kadłuba. Oferta Augustin Normand była jednak o 7,5% droższa niż w przypadku Union des Cinq Chantiers – za sześć okrętów torpedowych oraz trzy podwodne stawiacze min stocznia z Hawru oczekiwała 41 894 490 złotych.
Przyznanie pożyczki, o którą starała się Polska, nie było jednak pewne, toteż w celu skłonienia francuskiego rządu do jej udzielenia, wskazane wydawało się złożenie zamówienia w stoczni Chantiers Navals, w której udziały posiadali niektórzy członkowie francuskiego rządu i inne osobistości francuskiego życia polityczno-gospodarczego. Ponadto francuskie lobby przemysłowe naciskało, aby wykorzystanie ewentualnej francuskiej pożyczki uwzględniało wewnętrzne francuskie potrzeby, które niekoniecznie musiały być zgodne z polskimi planami. Jednak stocznia Chantiers Navals nie miała żadnego doświadczenia w budowie okrętów podwodnych, dlatego nowy szef KMW (od 19 maja 1925 roku) kmdr Jerzy Świrski nie chciał jej powierzać budowy okrętów podwodnych, zgłosił natomiast wolę wybudowania tam dwóch kontrtorpedowców dla PMW. W rezultacie budowę okrętów podwodnych zdecydowano się powierzyć stoczni Augustin Normand, przy czym zdecydowano się ograniczyć liczbę zamówionych okrętów podwodnych z dziewięciu do sześciu. Przebywający już we Francji w celu formalnego złożenia zamówienia kmdr Świrski, otrzymał informację z Warszawy, zgodnie z którą zasoby finansowe państwa pozwolą na budowę jedynie trzech okrętów podwodnych, toteż szef Kierownictwa Marynarki Wojennej złożył zamówienie na tylko taką liczbę podwodnych stawiaczy min. Francuska stocznia musiała jednak wprowadzić modyfikacje do projektu, uwzględniające dodatkowe polskie wymagania. Dotyczyły one m.in. rozmieszczenia studni minowych, które miały zostać umieszczone wewnątrz kadłuba sztywnego, nie zaś na zewnątrz, jak założono w projekcie przedstawionym przez stocznię. Miało to istotne znaczenie z punktu widzenia bezpieczeństwa okrętu, umożliwiało także łatwiejszą i sprawniejszą ich obsługę.

### Warunki kontraktu

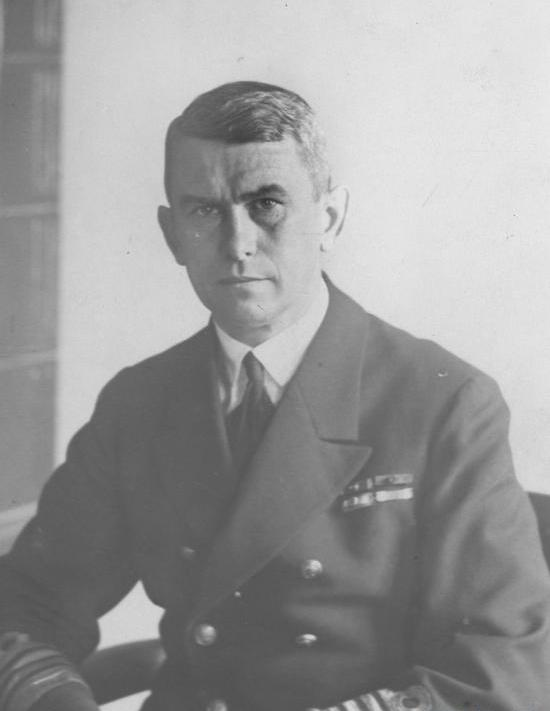
Szef KMW w okresie budowy okrętów kmdr Jerzy Świrski

Umowa na dostawę trzech minowo-torpedowych okrętów podwodnych została podpisana 1 grudnia 1926 roku. W imieniu rządu polskiego podpisał ją kmdr Jerzy Świrski, natomiast w imieniu stoczni Chantiers et Ateliers Augustin Normand podpis złożył jej dyrektor Fernand Fenaux. Zgodnie z umową, francuskie przedsiębiorstwo zobowiązane było do zbudowania i przekazania Polsce trzech kompletnych okrętów podwodnych o wyporności nawodnej 980 ton każdy, wraz z wyposażeniem i uzbrojeniem. Umowa określiła czasy budowy poszczególnych okrętów: 29 miesięcy od dnia zawarcia umowy na dostawę okrętu prototypowego, 31 miesięcy na dostawę drugiego oraz 33 miesiące na dostawę trzeciego okrętu z serii. Czas na całkowite wyposażenie od chwili wodowania ustalono na 12 miesięcy, natomiast próby stoczniowe pierwszego okrętu miały trwać cztery, a pozostałych dwóch jednostek – trzy miesiące.
Objęta kontraktem była dostawa kadłubów wraz ze sprzętem stałym i ruchomym oraz części zamiennych, przedmiotów wyposażenia, wyrzutni torpedowych, umeblowania, oświetlenia i innych elementów wyposażenia wnętrz, silników wysokoprężnych z ich mechanizmami i kolektorami, linii wałów, śrub napędowych i części zamiennych maszyn, silników elektrycznych, przyrządów manewrowych i pomocniczych, instalacji elektrycznej, akumulatorów i ich części zamiennych, torped z głowicami, rurociągów ruchomych do ich ładowania, min bez ładunku, dział kalibru 100 mm i 40 mm wraz amunicją, przyrządów i instalacji radiotelegrafu, sondy i peryskopów, przyrządów nasłuchowych, logów, kotwic, łodzi wiosłowych, cum, lin i holi, flag i urządzeń sygnalizacyjnych oraz wyposażenia kuchennego i pościelowego. Umowa wyłączała natomiast z dostawy broń ręczną i jej amunicję, paliwo, żywność, ładunki min i rzeczy osobiste załogi.
Umowa przewidywała polski nadzór nad wykonywaniem zamówionych jednostek przez powołaną przez szefa Kierownictwa Marynarki Wojennej Komisję Nadzorczą Budowy Okrętów. Powstała ona w czasie przystąpienia do prac przy budowie dwóch niszczycieli. Przewodniczącym komisji mianowany został kmdr por. inż. Xawery Czernicki, natomiast jego zastępcą był początkowo kmdr ppor. Alojzy Czesnowicki, następnie – kmdr por. Stanisław Rymszewicz.

## Budowa okrętów
W celu bezpośredniego nadzoru nad budową okrętów podwodnych, w skład komisji zostali powołani kmdr ppor. inż Aleksander Rylke oraz kmdr ppor. inż Stanisław Kamieński, specjaliści z zakresu budownictwa okrętowego i mechaniki, z ramienia marynarki francuskiej zaś inż. Solomon-Legogneur i jego zastępca inż. Colin de Verdieres. Głównym zadaniem komisji było czuwanie, aby zamówione okręty zostały wykonane zgodnie z umową pod względem konstrukcyjnym i technicznym, a także finansowym. Siedziba komisji znajdowała się w Paryżu.

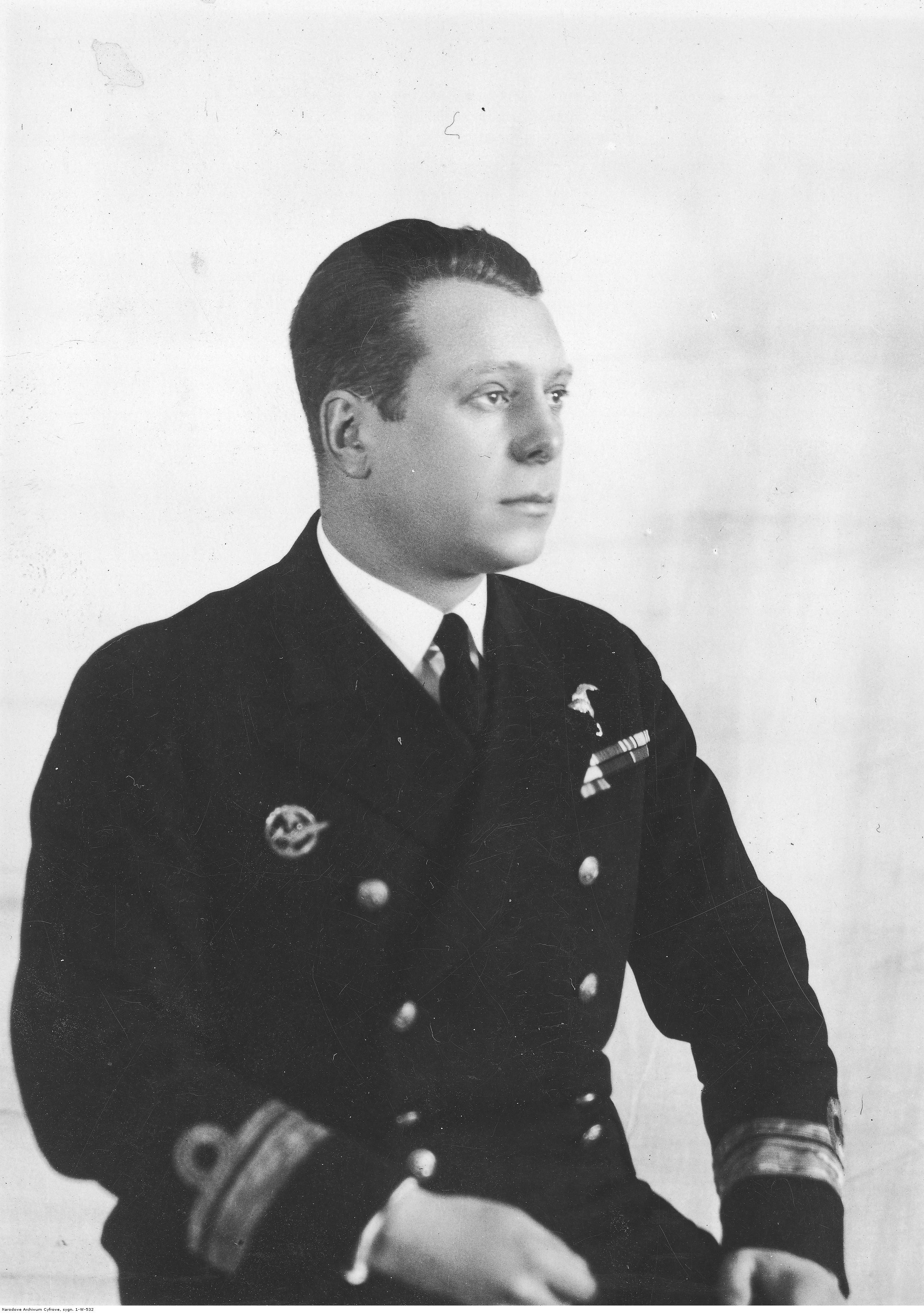
Kmdr ppor. Edward Szystowski w 1936 roku. W 1929 roku, będąc w stopniu kapitana, został pierwszym dowódcą „Rysia”. Zginął 1 września 1939 roku ok. godziny 5 rano, jako pierwszy poległy oficer marynarki.

Po przyjęciu zamówienia Augustin Normand zleciła wykonanie jednego okrętu stoczni Chantiers de la Loire w Nantes, drugiego Chantiers Navals Français w Caen, sama natomiast rozpoczęła budowę okrętu prototypowego, który został później nazwany ORP „Wilk”. Uroczyste wbicie pierwszego nitu pod stępkę miało miejsce 28 maja 1927 roku w obecności ambasadora Alfreda Chłapowskiego. Uroczysty charakter miało także rozpoczęcie budowy pozostałych okrętów. O ile jednak pierwszy etap budowy – trasowanie, założenie stępki, instalowanie grodzi wodoszczelnych, kładzenie poszycia, montaż pokładu i kiosku – przebiegł sprawnie i bez zakłóceń, o tyle później postęp techniczny stwarzał konieczność ciągłych zmian, co pociągało za sobą dodatkowe koszty. Każda zmiana w projekcie musiała zostać zaakceptowana przez instytucje centralne w Warszawie, co powodowało opóźnienia. Celem więc zapewnienia nowoczesności okrętów, a jednocześnie terminowości ich wykonania, minister spraw wojskowych marszałek Polski Józef Piłsudski zwrócił się do Rady Ministrów z wnioskiem o udzielenie Kierownictwu Marynarki Wojennej uprawnień do wydawania stoczni dodatkowych zamówień według własnego uznania, w granicach 3% ceny ustalonej za każdy okręt w umowie z 1 grudnia 1926 roku. W czasie budowy dokonano wielu istotnych zmian konstrukcji, nie zdołano jednak dotrzymać umówionych terminów. Zmianie uległa m.in. konstrukcja instalacji minowej, a na żądanie dowódcy Floty kmdr. Józefa Unruga zmieniono również peryskopy, w których zastosowano dalmierze stereoskopowe Zeissa, zamiast jednoobrazowych dalmierzy brytyjskiej firmy Barr and Stroud. Zmieniono też system sterowania kierunkowego, przez zastąpienie przełącznika kołem. Ogólny koszt zmian zaproponowanych przez kmdr. Unruga wyniósł 16 980 franków. Zmianie uległy także logi oraz sposób zabezpieczenia wyrzutni torpedowych przed odpaleniem torped przy otwartych pokrywach wewnętrznych. Wprowadzono też szereg innych modyfikacji. Niektóre proponowane zmiany były zbyt daleko idące, stąd nie zostały zaakceptowane. Przykładowo, uznając za pożądane skierowanie w wodę wydechu spalin, przewodniczący Komisji Nadzorczej zdecydował, że stocznia powinna wykonać instalację odprowadzającą spaliny w powietrze i w wodę, a stocznia zaakceptowała taką propozycję bez konieczności poniesienia dodatkowych kosztów. Zmiany nie zaakceptował jednak Szef Kierownictwa Marynarki Wojennej, gdyż zdaniem stoczni miało zwiększyć to masę okrętu o 550 kilogramów.
Gdy kadłuby jednostek były już gotowe, wyznaczono daty ich wodowania. 12 kwietnia 1929 roku jako pierwsza spuszczona została na wodę jednostka budowana w Hawrze, której podczas oficjalnej uroczystości nadano nazwę „Wilk”, stąd też pochodzi nazwa całego typu okrętów. Zwodowany 22 kwietnia w Nantes drugi okręt otrzymał miano „Ryś”, zaś zwodowaną dopiero 14 czerwca 1930 roku w Caen trzecią jednostkę nazwano „Żbik”. W trakcie prac wyposażeniowych na okręty zaczęli przybywać polscy specjaliści, którzy ukończyli wcześniej prestiżową francuską Szkołę Pływania Podwodnego École de navigation sous-marine w Tulonie, już jednak wcześniej – w ramach Komisji Nadzorczej – przebywali w stoczniach oficerowie przewidywani na stanowiska mechaników. Natomiast 4 kwietnia 1929 roku na okręt przybył, piastujący dotąd stanowisko wykładowcy w Tulonie, kpt. mar. Aleksander Mohuczy, który objął stanowisko dowódcy „Wilka”. Nieco później na okręty dotarli kapitan Edward Szystowski, aby objąć dowództwo „Rysia” oraz kpt. mar. Eugeniusz Pławski jako dowódca ORP „Żbik”. W grudniu przybyła na okręty pierwsza grupa załóg – podoficerów którzy byli przewidziani na gospodarzy działów okrętowych. Dalsze uzupełnienie załóg nastąpiło dopiero w marcu 1930, specjalistami którzy ukończyli kurs w Tulonie, a po jego ukończeniu kurs aplikacyjny w Polsce.

### Testy stoczniowe

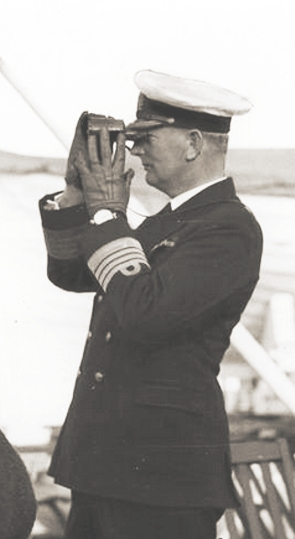
Kmdr Józef Unrug, dowódca Floty

Krótko przed ukończeniem prac wyposażeniowych, szef KMW powołał Komisję Odbiorczą, mającą przejąć okręty od wykonawców. W jej skład weszli kmdr Czesław Petelenz jako jej przewodniczący, którego wkrótce zastąpił kmdr por. Włodzimierz Steyer, a także obok oficerów świeżo przybyłych z Polski, również członkowie Komisji Nadzorczej Budowy Okrętów. Testy były przeprowadzane przez pracowników stoczni, którzy mieli doświadczenie na okrętach podwodnych francuskiej marynarki. Wśród załóg testowanych okrętów byli także czynni oficerowie Marine Nationale, którzy na czas testów obejmowali dowództwo testowanych jednostek. W myśl uzgodnień z dyrekcjami poszczególnych stoczni, po określonej liczbie godzin testów, każdy z okrętów miał być wprowadzony do suchego doku i poddany szczegółowym oględzinom przez członków polskiej Komisji oraz pełnomocnika stoczni.
Umówione testy obejmowały pomiary mocy silników, zużycia paliwa, szybkości nawodnej i podwodnej, wytrzymałości kadłuba na różnych głębokościach, stateczności, szybkości zanurzenia i wynurzenia okrętu, ponadto badanie działania mechanizmów głównych i pomocniczych, peryskopów, uzbrojenia torpedowego, minowego i artyleryjskiego, testowanie urządzeń manewrowych, przyrządów nawigacyjnych, a także sprzętu łączności i innych systemów okrętowych.
Szczególne znaczenie w morskich testach stoczniowych nowo zbudowanych okrętów podwodnych mają testy zanurzeniowe, w tym zwłaszcza testy głębokiego zanurzenia. Zgodnie z polskimi wymaganiami, kadłuby okrętów miały znosić ciśnienie hydrostatyczne odpowiadające zanurzeniu maksymalnemu (testowemu) 100 metrów w wodzie morskiej o ciężarze właściwym 1,026 g/cm3, nie wykazując przy tym trwałych odkształceń. W przypadku polskich okrętów przeprowadzano je na akwenach o głębokości nieco przekraczającej 100 metrów, zgodnie z obowiązującymi zasadami jednak – nie więcej niż o 50 metrów. Ma to na celu zapewnienie, że w razie ewentualnej awarii lub wypadku, okręt osiądzie na dnie bez ryzyka zmiażdżenia przez ciśnienie przekraczające zapas wytrzymałości kadłuba sztywnego (margines bezpieczeństwa).
Próby morskie polskich jednostek przeprowadzano w trzech seriach. Przed wyjściem na akwen testów zanurzeniowych na południowy zachód od portu wojennego w Breście, w newralgicznych miejscach zakładane były czujniki odkształceń, zaś same testy przeprowadzane były w sekwencjach wielokrotnego zanurzania na tę samą głębokość, ze stopniowym zwiększaniem głębokości zanurzenia, aż do osiągnięcia głębokości zanurzenia testowego. Przeprowadzone w ten sposób testy przebiegły bez zakłóceń na dwóch okrętach, jedynie na „Rysiu” stwierdzono znaczny przeciek w rufowej części okrętu. Nieszczelne okazało się połączenie dolnej rufowej krawędzi kiosku i kadłuba – zamiast nitu pracownicy stoczni zastosowali wkręt bez nakrętki i szczeliwa od wewnętrznej strony kadłuba. Usunięcie wykrytego defektu przedłużyło testy tego okrętu o kilka dni.
Liczne braki i usterki wykryto podczas prób odbiorczych mechanizmów głównych i pomocniczych, które przeprowadzono w rejonie Cherbourga. Największymi z nich były duże wibracje silników spalinowych, nadmierne nagrzewanie się sprzęgła i łożysk oporowych głównych silników elektrycznych – przede wszystkim na „Rysiu”, oraz zakłócenia w działaniu blokad elektrycznych instalacji minowej. Usuwanie tych wad okazało się bardzo czasochłonne – w przypadku problemów z silnikami elektrycznymi trwało aż do 14 października 1930 roku. W celu ustalenia przyczyn wibracji silników spalinowych i sposobów naprawy defektu, powołano specjalną, wieloosobową polsko-francuską komisję. Stwierdziła ona, że powodem wibracji była większa niż we francuskim prototypie moc silników (900 KM, w porównaniu do 600 KM na „Ondine”). Silniki zdemontowano i zainstalowano specjalne amortyzatory, dzięki czemu wibracje znacznie się zmniejszyły, jednak nie ustąpiły całkowicie. Usunięcie tej usterki trwało 93 dni. 80 dni natomiast zajęło usunięcie wadliwego działania blokad elektrycznych. Te i inne niezbędne naprawy znacznie opóźniły termin odbioru okrętów. Ponadto na wszystkich okrętach stwierdzono, że z ogólnej objętości balastów i zbiorników paliwowych, która wynosiła 95,89 m³, można wydobyć jedynie 94 m³ ropy (81,74 tony). Przy pełnym zapasie ropa wypełniała przewody łączące balast z wieżą ciśnień i, gdy okręt przebywał w zanurzeniu, wypływała na powierzchnię wody. Ponieważ naruszało to skrytość pływania podwodnego, maksymalny zapas ropy w zbiornikach i balastach musiał być zmniejszony do 80 ton.

### Odbiór okrętów
Trwające od czerwca 1930 roku testy zostały ostatecznie zakończone 20 lipca 1931 roku pomiarem stateczności nawodnej, a 22 lipca – podwodnej. Wobec uzyskania pozytywnych wyników w tych testach na „Wilku”, zrezygnowano z ich przeprowadzania na „Rysiu” i „Żbiku”. Z trzech testowanych okrętów jedynie „Ryś” był w pełni sprawny i mógł zostać przekazany Marynarce Wojennej, wobec czego 2 sierpnia 1931 roku na okręcie tym podniesiono polską banderę, i – pod dowództwem kpt. Edwarda Szystowskiego – przyjęty do służby z dniem podniesienia bandery „Ryś” jako pierwszy wypłynął do kraju. Tymczasem pozostałe okręty musiały przejść dodatkowe próby odbiorcze, jednak na życzenie głównego wykonawcy – Augustin Normand – przeprowadzono je w Zatoce Sekwany niedaleko Hawru w przypadku „Wilka”, oraz w rejonie Cherbourga – „Żbika”. Szczególne znaczenie miały dodatkowe próby „Wilka”, gdyż jednostka ta – jako okręt prototypowy – była przedmiotem prób na uwięzi i w morzu, na którym testowano nowo zastosowane rozwiązania techniczne i technologiczne, których przechodziła więcej. Ostatecznie pod koniec października 1931 roku Komisja stwierdziła, że „Wilk” może zostać przejęty od wykonawcy. 31 października podniesiono więc na nim polską banderę i pod dowództwem kpt. Mohuczego okręt wypłynął do Gdyni, gdzie 9 grudnia 1931 roku wraz z „Rysiem” utworzył „grupę okrętów podwodnych”. Trzecią jednostkę odebrano dopiero 20 lutego 1932 roku. Opóźnienie wykonawca tłumaczył trwającym od 21 czerwca do 2 listopada 1928 roku postępowaniem likwidacyjnym, które spowodowało, że wobec niepewnej finansowej sytuacji spółki poddostawcy wstrzymywali się z dostawą zamówionych elementów okrętu. Ostatecznie, po skompletowaniu załogi i zakończeniu formalnego odbioru, 20 lutego 1932 roku podniesiono banderę na „Żbiku”, włączając go do służby w polskiej marynarce wojennej.
| Okręt  | Stocznia | Położenie stępki | Wodowanie        | Podniesienie bandery | Dowódca                      | Zastępca dowódcy           |
| ------ | -------- | ---------------- | ---------------- | -------------------- | ---------------------------- | -------------------------- |
| „Wilk” | Hawr     | 1927             | 12 kwietnia 1929 | 31 października 1931 | kpt. mar. Aleksander Mohuczy | kpt. mar. Andrzej Łoś      |
| „Ryś”  | Nantes   | 28 maja 1927     | 22 kwietnia 1929 | 2 sierpnia 1931      | kpt. mar. Edward Szystowski  | por. mar. Brunon Jabłoński |
| „Żbik” | Caen     | 1927             | 14 czerwca 1930  | 20 lutego 1932       | kmdr ppor. Eugeniusz Pławski | kpt. mar. Mikołaj Szemiot  |

Wszystkie trzy budowane okręty ukończone zostały z opóźnieniem w stosunku do harmonogramu przyjętego w umowie. Za usprawiedliwione uznano opóźnienia będące wynikiem przerwania prac stoczniowych w trakcie wyjątkowo silnych mrozów, jakie nawiedziły Francję w latach 1928 i 1929, oraz spowodowane przeciągającymi się procesami zatwierdzania zmian konstrukcyjnych przez polskiego zamawiającego, a także zatwierdzania planów dodatkowych prób i testów, demontażu silników oraz zmian w instalacji minowej. Do tego doszły nieusprawiedliwione opóźnienia zawinione przez francuskie stocznie, za które w umowie przewidziane były kary umowne. I tak, w budowie „Wilka” łączne opóźnienie wyniosło 790 dni, przy czym karom umownym podlegało 329 dni, z łącznie 772 dni opóźnienia w budowie „Rysia”, charakter opóźnienia usprawiedliwionego w świetle umowy miało – jak stwierdzono – 429 dni, podczas gdy w przypadku „Żbika” 436 dni opóźnienia uznano za uzasadnione w świetle umowy, zaś za pozostałe 375 dni wykonawca zobowiązany był zapłacić polskiemu Skarbowi Państwa karę.
| Okręt      | Dni opóźnienia | w tym            | w tym             |
| ---------- | -------------- | ---------------- | ----------------- |
| Okręt      | Dni opóźnienia | usprawiedliwione | podlegające karom |
| ORP „Wilk” | 790            | 461              | 329               |
| ORP „Ryś”  | 772            | 429              | 343               |
| ORP „Żbik” | 811            | 436              | 375               |
| Razem      | 2373           | 1326             | 1047              |

### Koszt i rozliczenia finansowe
Budowa każdego z trzech okrętów kosztowała 790 788 dolarów i 12 740 460 franków, zaś ogólny koszt kompletu trzech okrętów wyniósł 2 372 364 dolary i 38 221 380 franków, co według kursu z 1926 roku przedstawiało wartość łącznie 31 747 000 złotych. Zapłata ceny została dokonana w 12. ratach pieniężnych, przy czym umowne terminy płatności uzależnione były od realizacji kolejnych etapów budowy. Dodatkowe raty zostały umówione kontraktem na pokrycie wartości części zamiennych dla wszystkich trzech okrętów. Polski inwestor zasadniczo wywiązywał się z umowy w sprawie płatności, jednak w związku z opóźnieniami w budowie i uzależnieniem płatności od postępu prac przy budowie okrętów doszło do opóźnienia z wpłatą 11. raty, przez co strona francuska domagała się zapłaty odsetek. Ponadto strona polska żądała zapłaty przez francuskie stocznie kar umownych za stwierdzone opóźnienia nieuzasadnione. W celu uniknięcia kosztownego postępowania arbitrażowego strony doszły do porozumienia, na mocy którego kara umowna, którą dostawca zapłacił Polsce została zmniejszona do 23 940 dolarów, stocznie zrezygnowały zaś z domagania się odsetek za zwłokę przy zapłacie 11. raty oraz dopłaty za wzrost kosztów robocizny. Wykonawcy przystali na ugodę pod warunkiem dokonania przez polskiego odbiorcę zapłaty pozostałych należności dolarowych 11. raty we frankach francuskich według kursu do dolara na 3 stycznia 1933 roku, co miało niebagatelne znaczenie wobec spowodowanego Wielkim Kryzysem spadku wartości waluty amerykańskiej w ostatnich latach. Warunki polubownego rozstrzygnięcia nie krzywdziły żadnej ze stron, a strona polska, ze względu na szczegółowe zapisy dotyczące postępowania arbitrażowego, nie mogła liczyć na to, by orzeczenie arbitrażowe było korzystniejsze pod względem finansowym.

## Konstrukcja
Okręty podwodne typu Wilk były dwukadłubowymi okrętami torpedowo-minowymi o konstrukcji nitowanej, przeznaczonymi do stawiania zagród minowych oraz do walki podwodnej. Według niektórych źródeł ich projekt oparty był na francuskiej konstrukcji typu Ondine o wyporności podwodnej 781 ton oraz konstrukcji ex-niemieckiego U-79 (służącego w marynarce francuskiej pod nazwą „Victor Réveille”), według innych zaś – podstawą opracowania konstrukcji typu Wilk był projekt francuskich stawiaczy min typu Saphir, o wyporności podwodnej 925 ton.

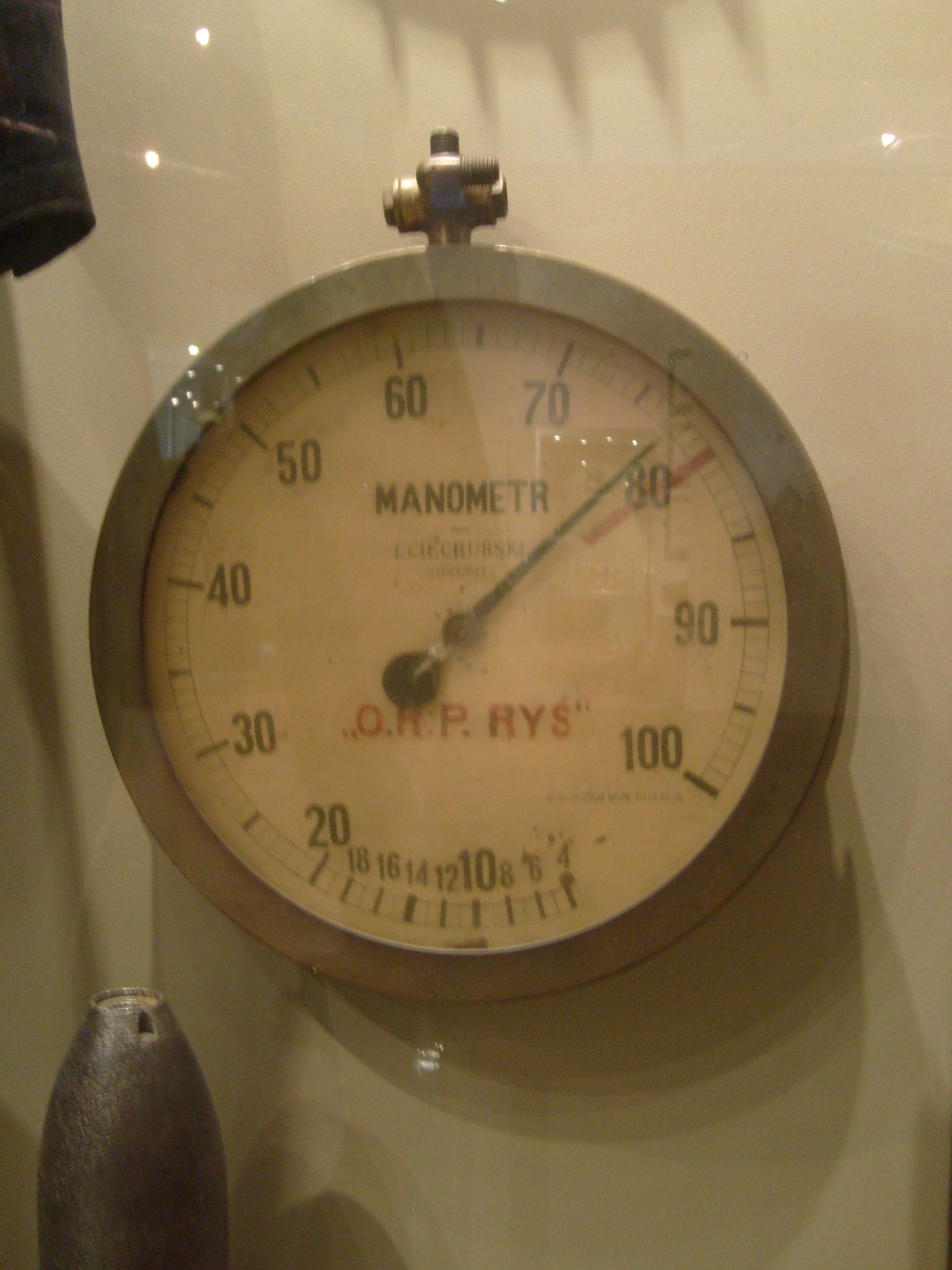
Oryginalny manometr ORP „Ryś”

Jednostki te, przy długości 77,95 metra i szerokości 5,45 metra, wypierały na powierzchni 980 ton wody, zaś w zanurzeniu 1248 ton. Nawodna wysokość metacentryczna tych jednostek wynosiła 600 mm, podwodna zaś 215 mm. Konstrukcja umożliwiała całkowite zanurzenie się każdego okrętu w czasie nieprzekraczającym 50 sekund. Specyfikacja warunków zamówienia opiewała na jednostki zdolne do bezpiecznego wynurzania się z głębokości 80 metrów, kadłuby zaś powinny były znieść bez odkształcenia się ciśnienie odpowiadające zanurzeniu maksymalnemu na głębokość 100 metrów przy ciężarze właściwym wody 1,026 g/cm3. Toteż przy zanurzeniu testowym wynikającym ze specyfikacji wymagań technicznych wynoszącym 80 metrów, nie wiadomo dziś jaki rzeczywisty margines bezpieczeństwa zanurzenia został zastosowany w projekcie, co pozwoliłoby na oszacowanie głębokości zgniecenia, bowiem podczas prób stoczniowych zanurzenia testowe przeprowadzono na głębokość 100 metrów. Oznacza to iż jednostki typu Wilk miały oficjalną głębokość zanurzenia testowego wynoszącą 80 metrów, głębokość zanurzenia maksymalnego 100 metrów, nie jest natomiast znana ich głębokość zgniecenia ani współczynnik marginesu bezpieczeństwa. Wobec przytoczonych wartości zanurzenia testowego i maksymalnego, ten ostatni wynosił co najmniej 1,2, jednak jest to szacunek raczej konserwatywny biorąc pod uwagę współczynniki stosowane w tym czasie w innych marynarkach na świecie, wynoszące przynajmniej 1,5. Głębokość peryskopowa dla okrętów typu Wilk wynosiła 9 metrów.
Ogólna pojemność zbiorników balastowych wynosiła 282 360 litrów, pojemność zbiorników wody słodkiej – 4975 litrów, zbiorników oleju – 7237 litrów, zbiorników paliwa zaś – 96 620 litrów. Układ napędowy tworzyły dwa silniki spalinowe Normand-Vickers o łącznej mocy 1800 KM przy 390 obr./min, dwa silniki elektryczne o mocy 1200 KM przy 250 obr./min Belfort dostarczone przez Societe Alsaciene de Construcions Mecaniqes. Każda jednostka została zaopatrzona w dwie baterie akumulatorów po 100 ogniw, o łącznej wadze 126 ton każda. Prędkość maksymalna okrętów wynosiła 14,5 węzła na powierzchni oraz 9,5 węzła w zanurzeniu. Jednostki typu Wilk miały umiarkowany zasięg pływania nawodnego wynoszący 3500 mil morskich przy prędkości 10 węzłów, który jednak wzrastał do 7000 mil morskich przy wykorzystaniu części zbiorników balastowych w charakterze tymczasowych dodatkowych zbiorników paliwa (43 tony). Zasięg pływania podwodnego przy prędkości 5 węzłów wynosił 100 Mm.

### Wyposażenie
Okręty wyposażone zostały w trzy peryskopy: bojowy o 7,5 metra wysokości po prawej stronie kiosku, peryskop wachtowy – 7,5 metra – przy lewej burcie kiosku, oraz peryskop centralny o wysokości 9 metrów umieszczony w centrali. Podniesienie peryskopów trwało 3 sekundy. Znaczącym mankamentem okrętów był brak aparatów podsłuchowych (szumonamierników-peryfonów), co poważnie obniżało poziom bezpieczeństwa okrętu oraz jego sprawność bojową. Przyrządy kierowania okrętami zostały umieszczone w centralnej części jednostek, gdzie w kiosku znajdowały się manipulator steru kierunkowego, repetytor żyrokompasu, peryskopy i głębokościomierz. W dolnej części kadłuba, na dziobie, rufie i w kiosku umieszczono włazy. Do pomiaru prędkości służył log kontrolny systemu Czernikiejewa.

### Uzbrojenie

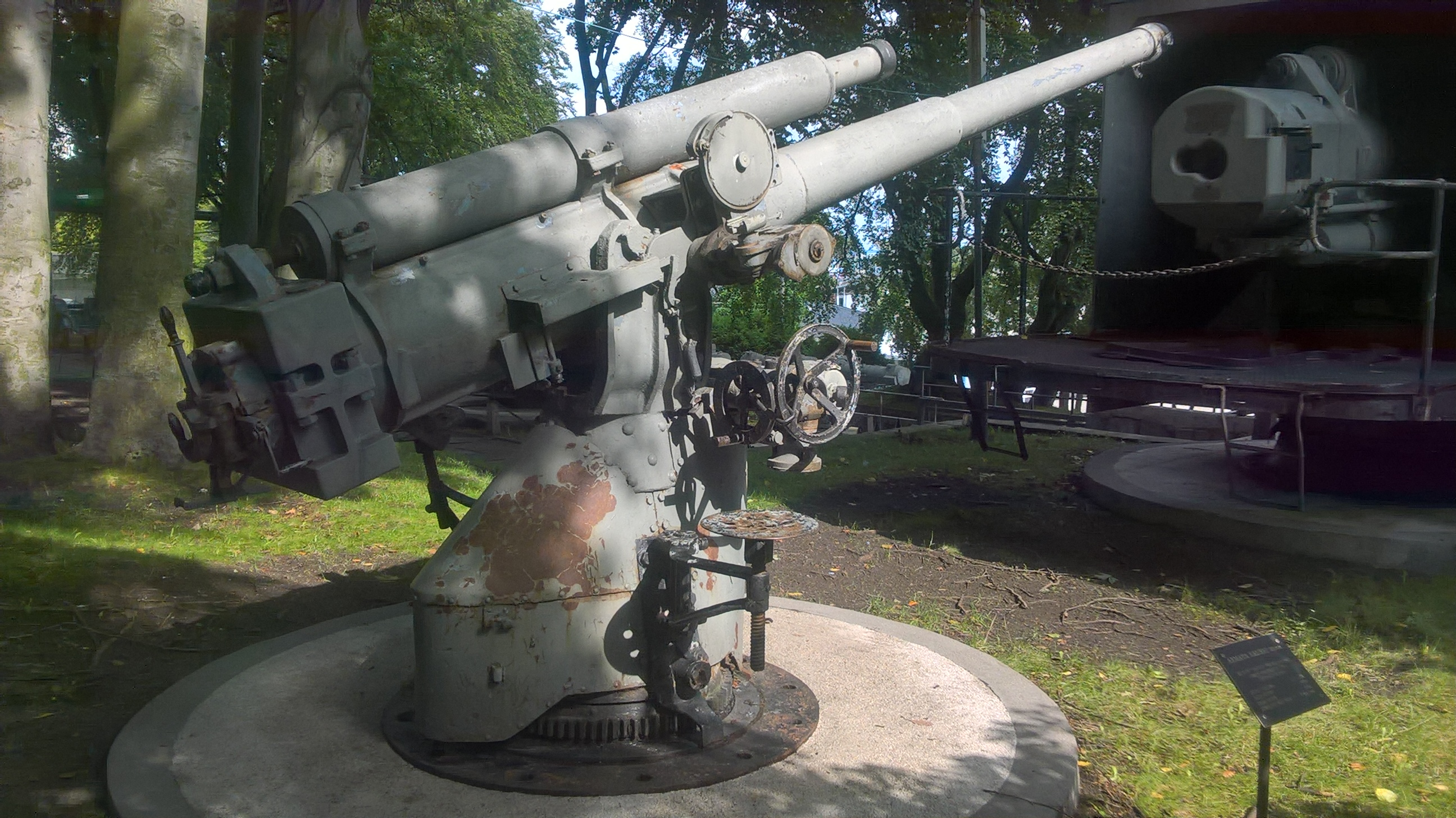
Działo 100 mm Schneider „Żbika”

Uzbrojenie składało się z trzech sekcji:
- torpedowej – w której skład wchodziło 6 wyrzutni torpedowych kalibru 550 mm (4 na dziobie i jedna podwójna wyrzutnia na podstawie zewnętrznej[14]) z 10 torpedami wz. 1924V z ładunkiem wybuchowym o masie 312 kg każda[16]. Wszystkie okręty tego typu zostały wyposażone w urządzenia ŁS („aparat strzału dyskretnego”), umożliwiające strzelanie torpedami z zanurzonego okrętu bez wydostawania się na powierzchnię pęcherzy powietrznych, które inaczej zdradziłyby pozycję jednostki[19]. Zostały one jednak dostarczone dopiero w listopadzie 1938 roku[20].
- sekcji artyleryjskiej – w której skład wchodziło 1 działo Schneider-Creusot wz. 1917 kalibru 100 mm oraz działko Vickers QF Mark II 40 mm[21], które w roku 1935 zostało zamienione na 2 nkmy przeciwlotnicze kalibru 13,2 mm Hotchkiss wz. 30[16][22]
- sekcji minowej – w postaci 40 min typu SM-5 z ładunkiem 220 kg każda – po pięć sztuk w dwóch rufowych aparatach minowych i 30 sztuk w przedziale minowym[23]. W praktyce wszystkie okręty typu Wilk zabierały mniej min, aby ułatwić obsługę urządzeń. Natomiast w warunkach bojowych, ze względów bezpieczeństwa, zabierano 30 min do przedziału minowego, gdyż miny znajdujące się w aparatach minowych (2 razy po 5 sztuk) powinny być uzbrojone, co znacznie obniżało bezpieczeństwo okrętu w przypadku ataku sił ZOP przeciwnika[19]. Układ minowy odbiegał więc konstrukcyjnie od swojego, uważanego za bardzo niezawodny, francuskiego pierwowzoru Normand-Fenaux – składającego się z 20 pionowych wyrzutni umieszczonych w zbiornikach balastowych po 10 na każdej stronie okrętu, z których każda mieściła 2 miny ułożone jedna nad drugą[24].

Umieszczenie studni wyrzutni minowych w kadłubie sztywnym, zamiast w kadłubie lekkim jak w oryginalnym systemie Normand-Fenaux, zwiększało bezpieczeństwo okrętu. Całkowitą nowością techniczną było w tym czasie wprowadzenie elektrohydraulicznych urządzeń wyrzutni minowych, które zwiększały sprawność przesuwaczy min. Peryskopy zostały wyposażone w stereoskopowe dalmierze Zeissa. Zastosowano także specjalne, automatyczne zabezpieczenia przed otwarciem zewnętrznych pokryw wyrzutni torpedowych w czasie, gdy otwarte były ich pokrywy wewnętrzne.

### Ogólna ocena konstrukcji
Okręty typu Wilk zostały generalnie rzecz biorąc słabo zaprojektowane i od samego początku trapione były problemami operacyjnymi, zastosowano w nich jednak kilka nowoczesnych w tym czasie rozwiązań konstrukcyjnych. Swoimi parametrami taktyczno-technicznymi nie odbiegały in minus od współczesnych im jednostek innych typów na wyposażeniu wiodących państw morskich, a pod kilkoma względami nawet je przewyższały. Dysponowały dobrą jak na swoje czasy prędkością zanurzenia, nieco wyższą od innych typów – nawet budowanych później, podczas II wojny światowej – prędkością podwodną, znacznie zaś przewyższały konstrukcję podstawowego brytyjskiego wojennego typu U, na których przyszło pływać załogom OORP „Sokół” i „Dzik”, niezdolnym do rozwinięcia nawet na powierzchni prędkości większej niż 10 węzłów. Mimo tego, że okręty wykonano w różnych stoczniach, wszystkie jednostki cechowały się podobnymi parametrami taktyczno-operacyjnymi. Dzięki zastosowaniu przedstawionych przez Kierownictwo Marynarki Wojennej wymagań konstrukcyjnych oraz poprawek i modyfikacji już w procesie budowy, okręty podwodne typu Wilk były jednostkami wysoce manewrowymi, o dobrej dzielności morskiej, które przy zachowaniu niezmienionych gabarytów, dysponowały zwiększoną mocą efektywną silników spalinowych w porównaniu do ich francuskich protoplastów.
Jednostki tego typu nie były jednak wolne od wad, braków i usterek technicznych, zmniejszających ich sprawność bojową. Francuskie stocznie do budowy wielu elementów jednostek zastosowały stal o znacznie niższej jakości niż wymagana zapisami umowy – dotyczyło to zwłaszcza materiałów użytych do budowy pokładów, podstaw dział, a także do produkcji silników. Nie najwyższej jakości blacha stalowa powodowała szybką korozję tych konstrukcji, w silnikach zbyt szybko zużywały się tłoki i łożyska, okręty miały też słabą konstrukcję pokładu i niezbyt szczelny kadłub. Ich bardzo poważnym mankamentem był też brak urządzeń hydroakustycznych i zbyt głośno pracujące silniki elektryczne.
Mimo dobrej ogólnej koncepcji okrętów, przedstawione wady wykonawcze jednostek powodowały ich wysoką awaryjność od samego początku ich użycia operacyjnego przez następnych kilkanaście lat ich eksploatacji, co pogłębione zawodnością wyprodukowanych we francuskich stoczniach niszczycieli typu Wicher powodowało niechęć do składania kolejnych zamówień w stoczniach tego kraju.

## Pierwsze kadry okrętów
Załogi każdego z okrętów składały się z pięciu oficerów oraz 49 podoficerów i marynarzy. Korpus oficerski na okrętach stanowili dowódca okrętu, zastępca dowódcy okrętu, oficer nawigacyjny, oficer broni podwodnej i oficer mechanik. Poza oficerami, w skład każdej załogi wchodziło 20 starszych podoficerów i 26 podoficerów młodszych oraz trzech marynarzy, razem – wraz oficerami – 54 osoby. Zarządzeniem nr 11 z 28 lipca 1931 roku, szef KMW ustalił skład specjalności jednostek typu Wilk w postaci: dwóch sterników, dwóch artylerzystów, ośmiu torpedominerów, trzech radiotelegrafistów, dwóch sygnalistów, czternastu mechaników, dwóch drenażystów, dziewięciu elektryków, nurka, sanitariusza, dwóch funkcyjnych administracji oraz trzech kucharzy.
Obsługa okrętów podwodnych wymaga od załogi wysokich kwalifikacji i specjalistycznej wiedzy technicznej. Wobec braku własnych polskich tradycji podwodnych i odpowiedniego zaplecza szkoleniowego, przygotowanie polskich załóg dla pierwszych okrętów podwodnych powierzone zostało prestiżowej ówcześnie francuskiej École de navigation sous-marine w Tulonie. Planowano przeszkolić tam znacznie większą liczbę osób, jednakże wobec ograniczenia liczby zamawianych okrętów podwodnych z 9 do 3, przeszkolenie we Francji przeszło jedynie 132 oficerów, podoficerów i marynarzy. Ponadto, bazując na specjalistach, którzy odbyli szkolenie w École de navigation sous-marine, jako instruktorach oraz infrastrukturze i szkolnych okrętach Marine Nationale, zorganizowano we Francji Polską Szkołę Podwodnego Pływania, do której kierowani byli podoficerowie po krajowych kursach specjalistycznych. Dokształcanie podoficerów w Polskiej Szkole Podwodnego Pływania w Tulonie pozwoliło na skompletowanie załóg trzech podwodnych stawiaczy min z dobrze przygotowanych specjalistów oraz na przystąpienie do szkolenia młodych specjalistów w następnych latach, na kilkumiesięcznych kursach pływania podwodnego prowadzonych w kraju. Po ukończeniu szkolenia specjalistycznego, od początku lat 30. oficerowie, podoficerowie i marynarze otrzymywali przydziały na etatowe stanowiska okrętowe, gdzie odbywało się szkolenie praktyczne w morzu. Wraz z upływem czasu dowódcami okrętów zostawali oficerowie, którzy wykształcenie morskie zdobyli już w kraju.

## Działalność w okresie międzywojennym

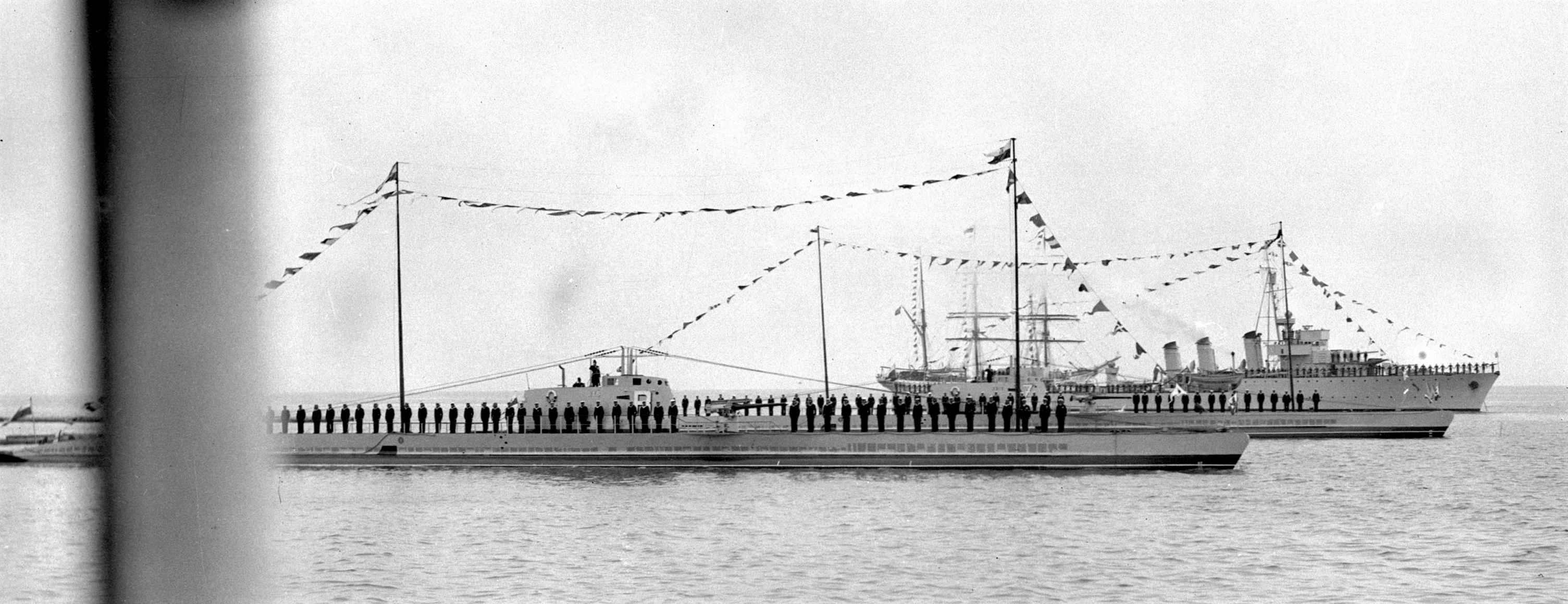
ORP „Ryś” oraz ORP „Żbik” w gali banderowej podczas obchodów Dnia Morza 31 lipca 1932 roku

19 stycznia 1931 roku do Gdyni przybył ORP „Ryś” pod dowództwem kpt. mar. Edwarda Szystowskiego, zaś 23 listopada pod dowództwem kpt. mar. Aleksandra Mohuczego, prowadzony przez zaledwie 35-osobową załogę, ORP „Wilk”. Drugi z tych okrętów został przywitany na polskich wodach terytorialnych przez swój okręt bliźniaczy oraz kanonierkę „Generał Haller”. Wkrótce po przybyciu drugiego okrętu, rozkazem nr 97 szef Kierownictwa Marynarki Wojennej z dniem 9 grudnia 1931 roku utworzył Grupę Okrętów Podwodnych pod dowództwem kpt. Mohuczego, pełniącego jednocześnie obowiązki dowódcy „Wilka”. W styczniu 1932 roku „Ryś” powrócił do stoczni w Nantes aby odebrać stamtąd brakujące wyposażenie, zaś 19 marca tego roku do Gdyni przypłynął pod dowództwem kmdr. ppor. Eugeniusza Pławskiego ORP „Żbik”, powitany na miejscu przez OORP „Wilk” i „Generał Haller”. Przybycie ostatniego okrętu spowodowało, że zarządzeniem nr 724 z 30 kwietnia 1932 roku, Szef Kierownictwa Marynarki Wojennej z dniem 1 maja tego roku utworzył Dywizjon Łodzi Podwodnych, 23 września 1936 roku przemianowany na Dywizjon Okrętów Podwodnych, w skład którego weszły wszystkie polskie okręty podwodne. Bazą macierzystą i głównym zapleczem jednostek Dywizjonu został port wojenny w Gdyni-Oksywiu, którego basen północny został przeznaczony dla okrętów podwodnych. Rozkazem szefa Kierownictwa Marynarki Wojennej, każdy z okrętów otrzymał swój znak rozpoznawczy, którym była pierwsza litera nazwy okrętu wymalowana na obu bokach kiosku. Znaki te obowiązywały do 1 lipca 1937 roku, kiedy, na rozkaz nr 33 szefa KMW z 14 czerwca tego roku, zostały zamalowane. W ramach Dywizjonu jednostki należały do umownego pionu okrętów (odrębnego od pionu bazy), obejmującego wszystkie sprawy związane ze szkoleniem załóg okrętowych w ruchu i w czasie postoju, a także obsługę mechanizmów głównych i pomocniczych, systemów okrętowych i uzbrojenia, ponadto konserwację i remont okrętów, pełnienie codziennej służby wachtowej oraz realizację zadań szkoleniowych w morzu.
Zgodnie z regulaminem wprowadzonym w maju 1932 roku, rozróżniano trzy fazy gotowości jednostek:
- drugiej rezerwy – załoga nie musiała być w pełnym składzie, a osiągnięcie gotowości bojowej możliwe było po upływie co najmniej trzech miesięcy. Jednostka taka nie nosiła bandery;
- pierwszej rezerwy – załoga musiała być w pełnym składzie, otrzymywała jedynie 50% dodatku za pływanie i okręt podnosił banderę, lecz bez znaku dowódcy. Czas przejścia z pierwszej rezerwy do stanu wyższej gotowości nie mógł przekraczać 3 miesięcy;
- kampanii - jednostka w kampanii miała pełny skład załogi przygotowanej do obsługi wszystkich mechanizmów i systemów okrętowych, znajdowała się też w stanie stałej gotowości do wyjścia w morze[29].

### Działania szkoleniowe i rejsy kurtuazyjne

#### Szkolenie załóg
Podstawowym zadaniem trzech nowych okrętów w początkowym okresie służby było doskonalenie poziomu umiejętności nowych załóg oraz prowadzenie szkolenia tych ich członków, którzy nie przeszli go we Francji. Już w czasie gdy „Ryś” popłynął ponownie do Francji na początku 1932 roku, „Wilk” wykonywał zadania szkoleniowe, najczęściej w Zatoce Puckiej. Miało to tym większe znaczenie, że trzy okręty typu Wilk stanowiły trzon Dywizjonu Łodzi Podwodnych (przed zmianą nazwy), sam zaś dywizjon jako pierwsza tego typu polska jednostka, miał ogromne znaczenie polityczne i wojskowe. Był to bowiem pierwszy związek, który w odróżnieniu od wszystkich pozostałych jednostek operacyjnych Marynarki Wojennej, mógł samodzielnie wykonywać zadania bojowe na pełnym morzu.
W miesiącach zimowych okręty przechodziły do stanu pierwszej rezerwy, w którym członków załóg szkolono w ich specjalnościach, zapewniano im także szkolenie ogólnowojskowe. Cześć załóg schodziła na ląd korzystając z urlopów, inne osoby odbywały kursy, okręty zaś przechodziły remonty okresowe w stoczni. Wiosną jednostki przechodziły do kampanii, pozostając w tym stanie do jesieni. Z początkiem kampanii główny nacisk kładziony był na szkolenie w porcie, celem podnoszenia kwalifikacji związanych z poszczególnymi specjalnościami. Celem realizacji zadań szkoleniowych w morzu – ogniowych oraz taktycznych, Zatokę Pucką podzielono na sektory, a dowódcy jednostek ustalali między sobą, który sektor zajmą ich okręty. Poligon strzelań torpedowych wyznaczono w połowie odległości między cyplem oksywskim a Jastarnią, gdzie w jednej linii w pewnej odległości od siebie ustawiano na kotwicy pontony, zaś znajdujący się na nich sygnaliści informowali dowódców okrętów o przebiegu wystrzelonej torpedy. W początkowym okresie pływano z całością załóg, następnie w obsadzie dwuzmianowej, a po osiągnięciu przez załogi wysokiego poziomu wyszkolenia – trzema zmianami. Wykonywano w tym czasie pozorowane ataki torpedowe, ćwiczebne strzelania torpedowe i artyleryjskie oraz pozorowane i ćwiczebne stawianie min. Okręty przeprowadzały wielogodzinne pływania podwodne z różnymi kursami i prędkościami, połączone ze zmianami głębokości zanurzenia. Każdy z oficerów z osobna musiał opanować wyważanie okrętu oraz manewrowanie nim na powierzchni oraz pod wodą. W roku szkoleniowym 1934–1935 przykładowo, miesięczny rozkład pływań dla każdego okrętu wynosił 120 godzin przy prędkości 10 węzłów w położeniu nawodnym i 30 godzin w zanurzeniu przy prędkości 5 węzłów. Okręty często też wypływały na pełne morze wykonując zadania na wysokości Rozewia, a także dalej od lądu. Rzadko też zawijały w przerwach do portu, często stając jedynie na kotwicy utrzymywały przez krótki czas łączność z lądem za pomocą niewielkiej łodzi z przyczepianym silnikiem.

#### Wizyty zagraniczne

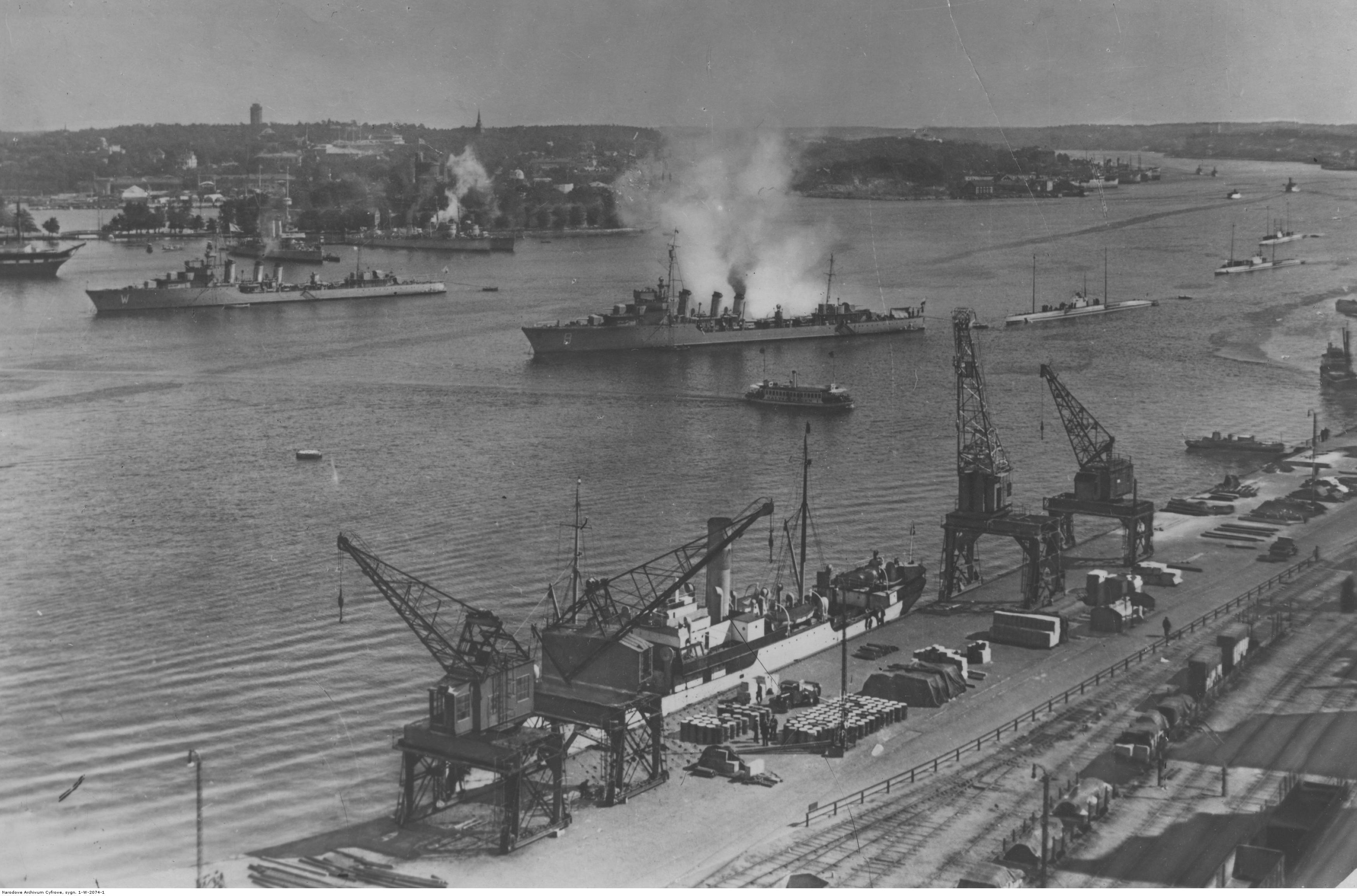
25 sierpnia 1932 roku; w kolejności „Ryś”, „Wilk” i „Żbik” w szyku torowym za „Burzą”, wpływają do portu w Sztokholmie. W głębi po lewej ORP „Wicher”.

W latach międzywojennych wszystkie trzy jednostki tego typu uczestniczyły w kurtuazyjnych wizytach za granicą. W sierpniu 1932 roku, wraz z parą niszczycieli, dywizjon okrętów podwodnych złożył wizytę w Sztokholmie. Z uwagi na różną prędkość marszową, okręty podwodne pod wspólnym dowództwem kmdr. ppor. Eugeniusza Pławskiego wypłynęły z Gdyni 23 sierpnia 1932 roku o godzinie 18:00, zaś „Burza” i „Wicher”, będący okrętem flagowym kmdr. Józefa Unruga, wyszły z Oksywia następnego dnia o godzinie 6:00 rano. Spotkanie obu zespołów nastąpiło 25 sierpnia o godzinie 5:00 w odległości 35 mil morskich od Sztokholmu, po czym cała grupa okrętów w szyku torowym weszła do portu w stolicy Szwecji. Polskie okręty podwodne były zwiedzane przez oficerów szwedzkich, po czym polscy oficerowie złożyli wizytę na pancerniku obrony wybrzeża HMS „Äran”, dwóch szwedzkich niszczycielach oraz okrętach podwodnych „Valrossen” i „Draken”. Po czterodniowej wizycie cały zespół okrętów opuścił Sztokholm 29 sierpnia o godzinie 7:00 rano, po czym okręty ponownie rozdzieliły się na dwa zespoły. W drodze powrotnej jednak, z powodu wady materiałowej, pękł wał głównego silnika spalinowego na „Wilku”, toteż zespół okrętów podwodnych dotarł do Gdyni z dużym opóźnieniem.
W marcu 1933 roku „Ryś” i „Żbik” odbyły rejs do Helsinek – w rejsie tym nie wziął udziału ORP „Wilk”, który musiał spędzić 8 miesięcy w spowodowanym awarią wału remoncie. Szczególnie obfitował w wizyty rok 1934 – w sierpniu tego roku wszystkie trzy okręty złożyły wizytę w Amsterdamie i Oslo. W drodze powrotnej, w cieśninie Sund nastąpiło spotkanie z niszczycielami „Burza” i „Wicher” Dywizjonu Kontrtorpedowców, z którymi jako jeden zespół pod dowództwem kmdr. por. Włodzimierza Steyera udały się z nieoficjalną wizytą do Kopenhagi. W drodze powrotnej do Gdyni oba dywizjony ponownie rozdzieliły się i niszczyciele wróciły do Gdyni, podczas gdy jednostki podwodne zawinęły do szwedzkiej Karlskrony. Od 17 do 20 lipca 1935 roku komplet okrętów dywizjonu okrętów podwodnych pod ogólnym dowództwem kmdr. Pławskiego wizytował Tallinn. Po zmianie dowództwa dywizjonu, 14 sierpnia 1936 roku „Wilk”, „Ryś” i „Żbik” pod dowództwem kmdr. Mohuczego zakończyły ćwiczenia na Bałtyku nieoficjalną wizytą w Narwie w Estonii.

#### Kryzys kadrowy na przełomie 1938–1939
Zaczerpnięty z marynarki francuskiej napięty program szkolenia powodował, iż przykładowo ORP „Żbik” wychodził w morze trzy – cztery razy w tygodniu. Normalnie wysoka intensywność szkolenia zwiększała się jeszcze bardziej w miarę narastania zagrożenia wojennego, co jednak zostało poprzedzone wcześniejszym drastycznym spadkiem gotowości bojowej załóg i okrętów typu Wilk, gdy do służby w Dywizjonie Okrętów Podwodnych zaczęły wchodzić nowe jednostki podwodne typu Orzeł, a starsze okręty musiały oddać na nie dużą część swoich wyszkolonych załóg. Jakość, zaawansowanie i charakterystyki taktyczno-techniczne nowych nabytków Marynarki Wojennej powodowały, iż już od 1938 roku każdy oficer okrętów zbudowanych we Francji chciał otrzymać przydział na nowe „krążowniki podwodne” – jak nazywano je we Flocie, z uwagi na ich wyporność i silne uzbrojenie torpedowe. Ostatecznie zasady przeniesień zostały ustalone przez Kierownictwo Marynarki Wojennej, a na dowódców nowych jednostek wybrano dwóch oficerów, uznawanych za najlepszych oficerów floty podwodnej. Cieszący się znakomitą reputacją kmdr por. Henryk Kłoczkowski trafił więc na pierwszą z nich – ORP „Orzeł”, zabierając ze sobą ze „Żbika” kilku najbardziej zaufanych oficerów i podoficerów–specjalistów. Również przydzielony na „Sępa” kmdr ppor. Władysław Salamon miał możliwość dobrania sobie części załogi, toteż gdy w sierpniu 1938 roku jego zespół wyjechał do Holandii, etaty oficerskie na ORP „Wilk” pozostały nieobsadzone. Dowodzący w tym czasie Dywizjonem kmdr Mohuczy musiał więc obsadzić wakaty na „francuskich” okrętach (przede wszystkim „Żbiku” i „Wilku”) wszelkimi sposobami, także ściągając na nie – za zgodą KMW – oficerów i podoficerów z jednostek nawodnych, którzy nigdy wcześniej nie pływali na okrętach podwodnych. Roszady kadrowe w Dywizjonie wywołały także ogólne pogorszenie nastrojów w jednostce; by temu zaradzić, 14 kwietnia 1939 roku na wyższy stopień wojskowy awansowano aż 51 podoficerów i 30 marynarzy. Stworzyło to także możliwość objęcia pierwszego samodzielnego dowództwa: przykładowo swoje pierwsze – tymczasowe – dowództwo objął dzięki temu porucznik Borys Karnicki, który w ślad za tą nominacją otrzymał awans do stopnia kapitana. Zawirowania i braki kadrowe w starych jednostkach związane z odbiorem nowych okrętów podwodnych były jednak tak duże, że jeszcze w marcu 1939 roku poziom sprawności załogi „Wilka” oceniono na jedynie 40%. Dzięki niezwykle intensywnemu szkoleniu w drugim kwartale 1939 roku, już w lipcu tego roku stan wyszkolenia załogi został oceniony jako znakomity, zaś w dużej części nowa załoga okrętu była ze sobą zżyta.

### Incydenty w środowisku okrętów
Od chwili powstania polskiej jednostki wojskowej okrętów podwodnych, niemiecki wywiad starał się pozyskiwać źródła informacji w tej mierze. 13 stycznia 1935 roku został aresztowany i postawiony przed sądem wojskowym w Grudziądzu ppor. mar. Wacław Śniechowski, w korpusie morskim ze starszeństwem od 15 sierpnia 1931 roku, który przejściowo pełnił służbę także na okrętach podwodnych. Zarzucono mu przekazywanie Abwehranebenstelle Danzig dokumentów i tajnych informacji o dużym znaczeniu wojskowym, w tym dokładnych opisów układów minowych polskich okrętów podwodnych wraz ze szkicami połączeń w komorze minowej oraz charakterystyk dowódców tych okrętów – komandorów Eugeniusza Pławskiego, Aleksandra Mohuczego i Edwarda Szystowskiego. W postępowaniu sądowym dowiedziono, że oficer ten od lipca 1932 do stycznia 1935 roku świadomie dostarczał komórce Abwehry w Wolnym Mieście Gdańsku informacje na temat polskich okrętów podwodnych i 30 stycznia tego samego roku został skazany na karę śmierci. Wyrok przez rozstrzelanie wykonano w marcu 1935 roku.
1 kwietnia 1936 roku na „Rysiu” podczas postoju przy nabrzeżu doszło do wybuchu baterii akumulatorów. Zarówno powołana przez szefa KMW komisja, jak i organa prokuratury nie zdołały w sposób nie budzący wątpliwości ustalić bezpośredniej przyczyny wypadku, wobec czego dochodzenie zostało umorzone. W wyniku eksplozji ciężkie obrażenia ciała odniosło czterech członków załogi, siedmioro zaś zostało poszkodowanych w lżejszym stopniu. Wybuch spowodował relatywnie niewielkie uszkodzenia okrętu, wypadek nastąpił jednak podczas postoju w porcie, kiedy włazy i grodzie były otwarte, co w poważnym stopniu ograniczyło skutki wybuchu.

### Działania operacyjne

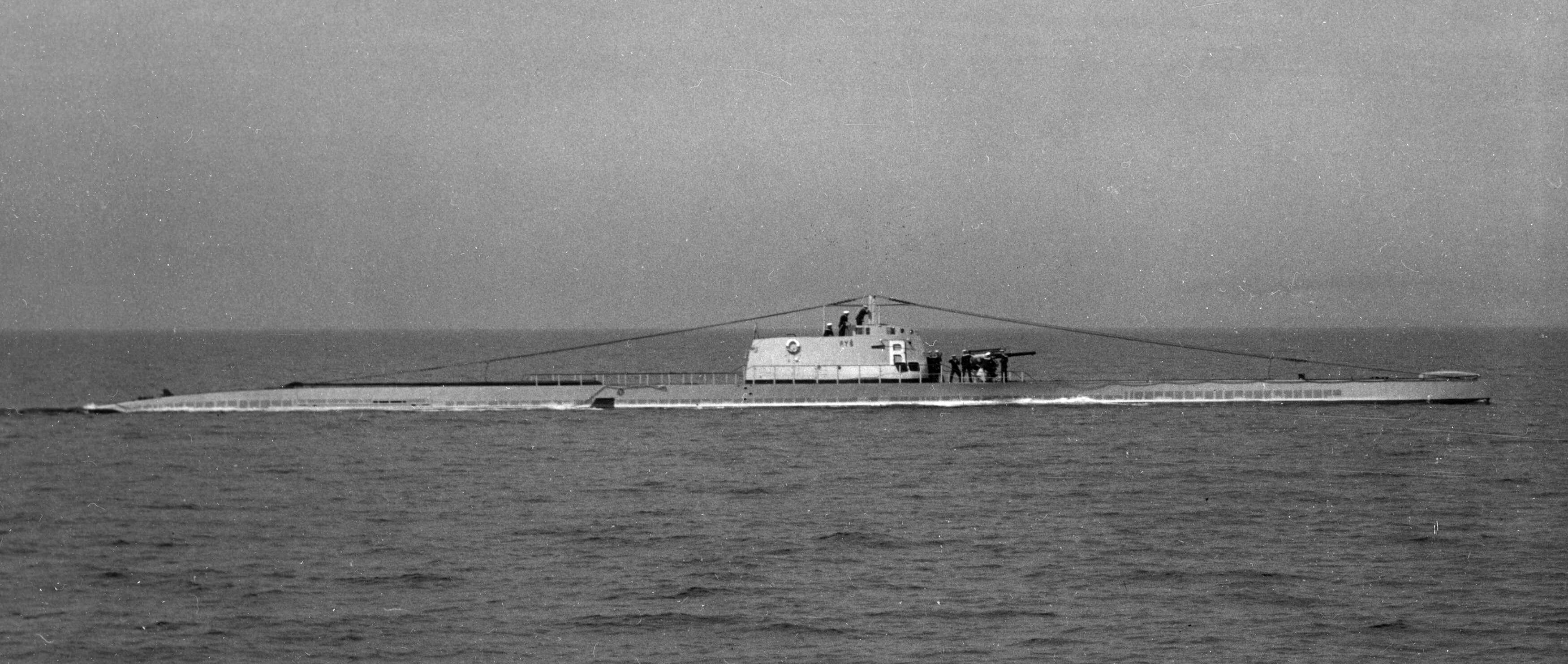
ORP „Ryś” w 1936 roku na Bałtyku

Przed okrętami Dywizjonu Okrętów Podwodnych postawiono bardzo ambitne zadania. Miały one zapewnić obronę polskiego wybrzeża, zabezpieczać własne drogi morskie, przerywać linie komunikacyjne przeciwnika oraz niszczyć minami i torpedami jego transportowce i okręty, a także prowadzić dalekie rozpoznanie. Ponieważ za potencjalnego przeciwnika uznawano Niemcy i Związek Radziecki, plany operacyjne Dywizjonu podporządkowano przeciwdziałaniu zagrożeniom ze strony tych potencjalnych przeciwników. Ze względu na to, że Bałtyk stanowi akwen dogodny do prowadzenia wojny minowej, podwodne stawiacze min typu Wilk odgrywały dużą rolę w planach operacyjnych dowództwa polskiej floty.
Według niektórych źródeł, w lutym 1936 roku dowodzony w tym czasie przez kapitana Andrzeja Łosia ORP „Ryś”, na rozkaz dowódcy dywizjonu kmdr. ppor. Eugeniusza Pławskiego przeprowadzić miał w Zatoce Fińskiej rozpoznanie podejść do radzieckiego portu w Leningradzie oraz wykonać tam serię zdjęć. Polski okręt podwodny został jednak w porze nocnej wykryty przez radzieckie ścigacze, a kpt. Łoś nie zdecydował się na dalsze kontynuowanie zadania, lecz wynurzył się w ich obecności, po czym nawiązał z nimi kontakt za pomocą lampy sygnałowej. Według tych samych źródeł, misja „Rysia” zakończyła się wymianą not dyplomatycznych między Warszawą a Moskwą. Miała to być jedna z wielu podejmowanych przez polskie okręty – na rozkaz dowódcy Floty i z przyzwoleniem KMW oraz Naczelnego Wodza – operacji rozpoznawczych przeciwko flocie radzieckiej.
Adolf Hitler nakazał rozpocząć zakazaną Niemcom traktatem wersalskim budowę okrętów podwodnych jeszcze przed zawarciem bilateralnego porozumienia z Wielką Brytanią, zezwalającego Niemcom na budowę floty wojennej do 35% brytyjskiego tonażu w większości klas i do 45% brytyjskiego tonażu okrętów podwodnych. Toteż pierwszy niemiecki U-Boot typu IIA został wprowadzony do służby zaledwie tydzień po zawarciu w czerwcu 1935 roku umowy z Wielką Brytanią, a ówczesny kmdr Karl Dönitz został wybrany do dowodzenia nową flotyllą U-Bootów. W 1936 roku Dönitz rozpoczął na Bałtyku eksperymenty ze skoordynowanymi grupami ataku, przeprowadzając ataki na symulowane wrogie konwoje. Eksperymenty i ćwiczenia wilczych stad prowadzone były osobiście przez Dönitza z jego okrętu dowodzenia z intensywnym użyciem dwukierunkowej łączności radiowej. Wręcz nie mogło to ujść uwagi dowódcy Floty w Gdyni, który dysponował w tym czasie trzema sprawnymi okrętami podwodnymi typu Wilk, które musiały prowadzić działalność szkoleniowo-rozpoznawczą operując na tym morzu. Istnieją także raporty, że polskie okręty podwodne prowadziły rozpoznanie w pobliżu baz i rejonów ćwiczeń sił morskich potencjalnego przeciwnika w rejonie Piławy, trudno jednak dzisiaj stwierdzić, czy wykorzystano w jakikolwiek sposób wyniki tych obserwacji – brak jest także potwierdzenia, że takie rozpoznanie prowadzono na zachodnim i środkowym Bałtyku. Z całą pewnością za pomocą podwodnych okrętów minowych prowadzono rozpoznanie niemieckiej żeglugi na linii komunikacyjnej z Rzeszy do Prus Wschodnich. Okręty prowadziły systematyczną obserwację Zatoki Gdańskiej, śledząc i rozpoznając jednostki płynące w kierunku Prus, które przewoziły sprzęt, uzbrojenie oraz żołnierzy do tworzonej w Prusach niemieckiej 3. Armii.

#### Pogotowie bojowe marcu 1939
Mnożące się po zajęciu Czechosłowacji niemieckie prowokacje na wybrzeżu spowodowały, że 18 marca 1939 roku dywizjon okrętów podwodnych został postawiony w stan podwyższonej gotowości bojowej. Po pełnym uzbrojeniu w torpedy, miny i inną amunicję, a także pobraniu żywności i zapalników przez „Wilka”, „Rysia” i „Żbika”, okręty wyszły w morze z zadaniem operowania w granicach polskich wód terytorialnych, z uprawnieniem do wyjścia w razie potrzeby na wody międzynarodowe. Po zajęciu 23 marca Kłajpedy w całej Marynarce Wojennej zarządzono częściową mobilizację, Dowództwo Floty obawiało się bowiem niemieckiej prowokacji podczas powrotu niemieckiego zespołu z krążownikiem ciężkim „Deutschland”, na którego pokładzie znajdował się Adolf Hitler. Stan pogotowia został spotęgowany agresywnym przemówieniem Hitlera w zajętej Kłajpedzie, podczas którego domagał się zjednoczenia Gdańska z III Rzeszą oraz utworzenia eksterytorialnego korytarza przez terytorium Polski z Niemiec do Prus Wschodnich. Toteż polskie okręty podwodne miały za zadanie ściśle obserwować siły niemieckie na Bałtyku oraz meldować o zagrożeniu. Choć niemieckie okręty przepłynęły spokojnie do Niemiec, pogotowia jednak nie odwołano, a okręty pozostawać miały w sześciogodzinnej gotowości.

## II wojna światowa
Polskie plany operacyjne dla okrętów podwodnych oparte były na rozkazie Naczelnego Wodza nakazującym obronę Helu jako głównej bazy Floty oraz zwalczanie niemieckiej żeglugi do Prus Wschodnich, wobec czego dowództwo dywizjonu okrętów podwodnych nie wykorzystało żadnego z przygotowanych wcześniej ofensywnych planów działań okrętów podwodnych, nakazując im za to wykonanie ściśle defensywnego planu operacyjnego o kryptonimie „Worek” oraz towarzyszącego mu planu „Rurka”. Plan operacyjny „Worek” rozstawiał jednostki typu Wilk oraz torpedowe jednostki typu Orzeł gwiaździście wokół Helu, w oczekiwaniu na spodziewany przez polskie dowództwo niemiecki desant morski, zaś plan „Rurka” zakładał postawienie w tym samym celu zapór minowych. Właściwy rozkaz „Rurka” dla OOP typu „Wilk” składał się z trzech części: „Rurka Anna”, „Rurka Baran”, „Rurka Cal”, które dotyczyły postawienia zagród minowych w rejonach o określonych współrzędnych geograficznych, przy czym „Rurka Cal” oznaczała rejon postawienia min dla „Żbika”, „Rurka Baran” dla „Rysia”, „Wilk” zaś miał wykonać rozkaz „Rurka Anna”. Nieprawdziwe są twierdzenia niektórych bardziej znanych autorów, że rejony stawiania min zostały opracowane dopiero 2 września 1939 roku po fiasku operacji stawiania min przez okręty nawodne. Przeczą temu zachowane w Instytucie Polskim i Muzeum im. gen. Sikorskiego w Londynie koperty „Wilka” z informacjami o akwenach zagrożonych przez własne miny, które okręty otrzymały w rozkazie o kryptonimie „Rurka”. Zawierał on współrzędne dla poszczególnych pól minowych „Rurka Anna”, „Rurka Baran” i „Rurka Cal”. Wykonanie rozkazu postawienia min miało nastąpić wyłącznie na specjalny odrębny rozkaz wykonawczy w następujących rejonach określonych współrzędnymi:
| Okręt  | Rozkaz        | Granice pól minowych                      |
| ------ | ------------- | ----------------------------------------- |
| „Wilk” | „Rurka Anna”  | 54°31′05″N 18°48′00″E/54,518056 18,800000 |
| „Wilk” | „Rurka Anna”  | 54°33′00″N 18°54′05″E/54,550000 18,901389 |
| „Wilk” | „Rurka Anna”  | 54°26′04″N 18°58′05″E/54,434444 18,968056 |
| „Wilk” | „Rurka Anna”  | 54°25′00″N 18°52′00″E/54,416667 18,866667 |
| „Ryś”  | „Rurka Baran” | 54°41′06″N 18°35′01″E/54,685000 18,583611 |
| „Ryś”  | „Rurka Baran” | 54°47′00″N 19°05′02″E/54,783333 19,083889 |
| „Ryś”  | „Rurka Baran” | 54°44′00″N 19°09′08″E/54,733333 19,152222 |
| „Ryś”  | „Rurka Baran” | 54°38′07″N 19°39′07″E/54,635278 19,651944 |
| „Żbik” | „Rurka Cal”   | 54°49′03″N 18°37′06″E/54,817500 18,618333 |
| „Żbik” | „Rurka Cal”   | 54°48′03″N 18°51′04″E/54,800833 18,851111 |
| „Żbik” | „Rurka Cal”   | 54°44′03″N 18°51′04″E/54,734167 18,851111 |
| „Żbik” | „Rurka Cal”   | 54°44′03″N 18°37′06″E/54,734167 18,618333 |

### Działania bojowe w kampanii wrześniowej
24 sierpnia 1939 roku w dywizjonie zarządzono mobilizację alarmową, w ciągu kilku godzin okręty zostały zaopatrzone w paliwo, amunicję, torpedy, miny, żywność inne niezbędne materiały oraz wyposażenie. Wyokrętowano sprzęt ćwiczebny i wszystkie przedmioty zbędne. Pobrano także detonatory i zapalniki bojowe do min oraz torped. Wszystkie jednostki typu Wilk otrzymały 6 torped do aparatów torpedowych i 4 torpedy zapasowe, do standardowo przenoszonych przez każdą jednostkę 20 min, dodano kolejne 10. Jednostki pobrały także 114 sztuk amunicji do działa 100 mm oraz 4500 sztuk do nkm 13,2 mm, zaś dowódcy każdego okrętu otrzymali jako żelazny kapitał po 7 tys. dolarów w złocie oraz banknotach polskich. Wprawdzie krótko przed wybuchem wojny dotarły do Polski zamówione we Francji aparaty podsłuchowe, nie zdążono ich już jednak zainstalować. Po przeniesieniu Dowództwa Floty z Gdyni na Hel, 26 sierpnia tam też udało się dowództwo Dywizjonu Okrętów Podwodnych, a wraz z nim „Ryś”, „Żbik” i „Sęp”. „Wilk” zaś wraz z „Orłem” pozostał w Gdyni. 30 sierpnia podczas narady kmdr Mohuczy zaznajomił dowódców okrętów z planami operacyjnymi, przydzielonymi sektorami działań, rejonami ładowania akumulatorów oraz schematem łączności dywizjonu. Tymczasem 31 sierpnia 1939 roku dowodzący Kriegsmarine admirał Erich Raeder wysłał wiadomość do swoich okrętów, że 1 września o godzinie 4:45 rano rozpoczną się działania wojenne przeciw Polsce.

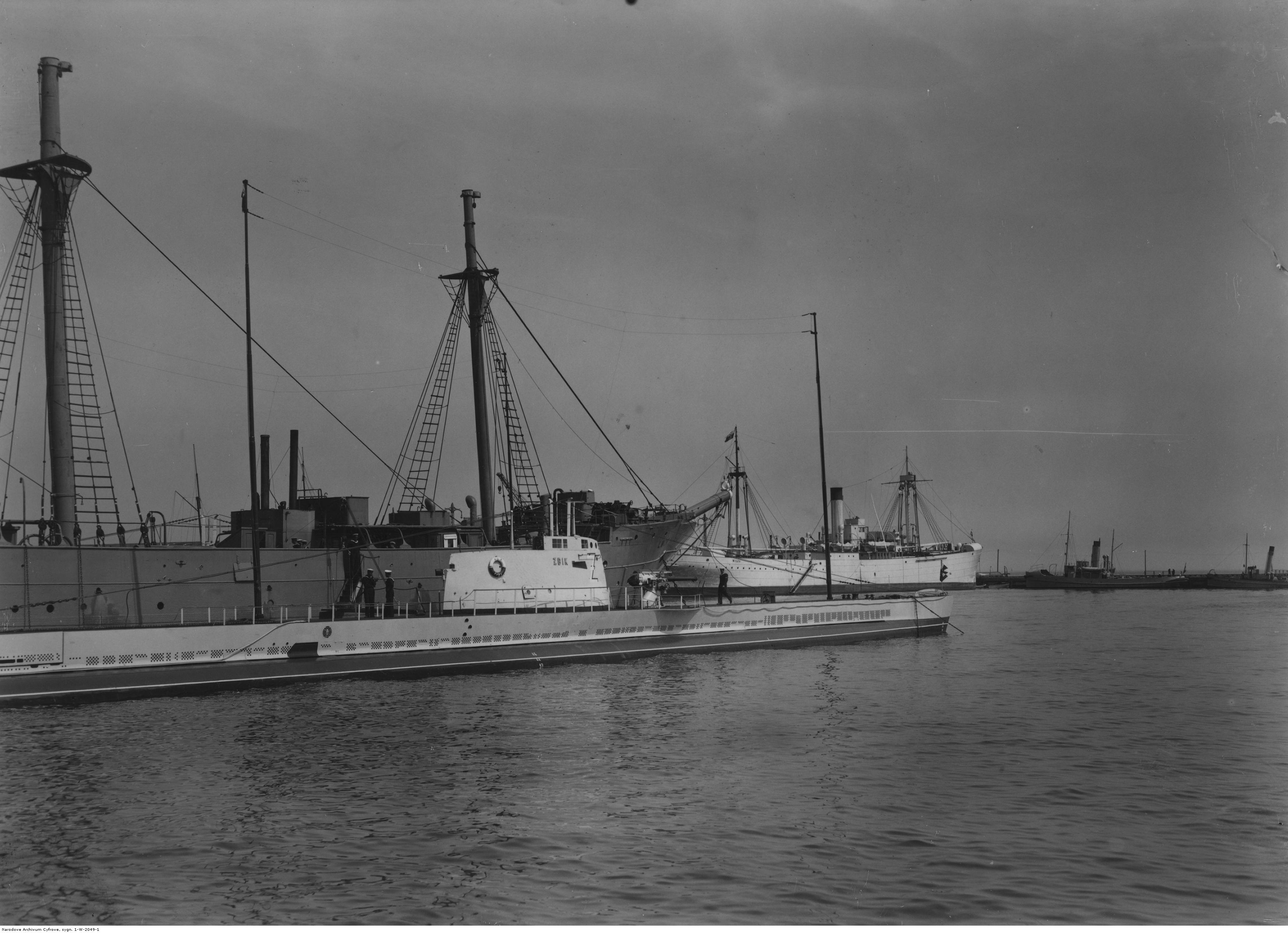
ORP „Żbik” w 1932 roku

Pierwszego dnia wojny tuż po rozpoczęciu ostrzału Westerplatte, podczas nalotu na bazę Morskiego Dywizjonu Lotniczego w Pucku zginął dowódca tego Dywizjonu, a wcześniej pierwszy dowódca „Rysia”, komandor por. pilot Edward Szystowski, który został pierwszym poległym w tej wojnie oficerem marynarki. Jego były okręt wypłynął wraz ze „Żbikiem” z Helu tuż przed godziną 6 rano, „Wilk” zaś z bazy na Oksywiu krótko po godzinie 6. Między godziną 9 a 10 rano dowódca Dywizjonu nadał do okrętów rozkaz rozpoczęcia operacji „Worek”. Fakt jednak, że wybuch wojny zastał cały dywizjon w portach, należy uznać za duże niedociągnięcie Dowództwa Floty.

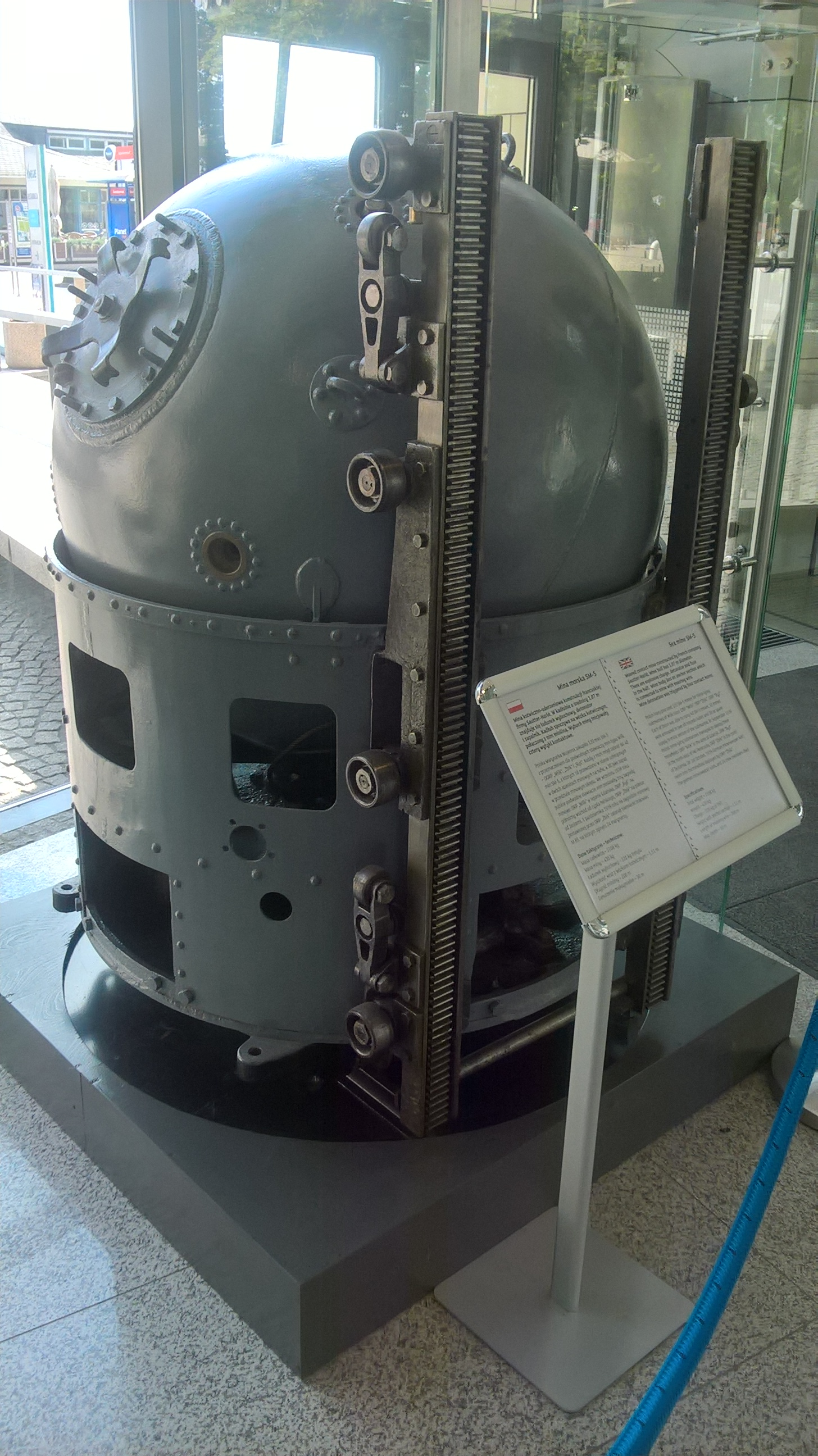
Mina kotwiczno-kontaktowa SM-5

Do zwalczania skupionych na małym obszarze polskich okrętów podwodnych Niemcy skierowali ponad pięćdziesiąt lekkich jednostek różnych klas, w tym niszczyciele, ścigacze, okręty eskortowe, poławiacze min, kutry trałowe oraz szereg jednostek pomocniczych, wspieranych przez lotnictwo. Przez pierwsze pięć dni jednostki typu Wilk prowadziły lokalne operacje o charakterze obserwacyjnym, nie będąc w stanie znaleźć celów dla swoich torped, same zaś wielokrotnie były celem ataków powietrznych i morskich jednostek ZOP. Powtarzające się ataki bombowe w coraz większym stopniu uszkadzały okręty. 4 września o godzinie 1 w nocy „Ryś” został obrzucony przez samolot trzema bombami, których eksplozje nie uszkodziły wprawdzie kadłuba sztywnego, naruszyły jednak wypełniony olejem napędowym zbiornik balastowy, przez co okręt pozostawiał za sobą zdradzający jego pozycję ślad ropy. Na domiar złego, sektor „Rysia” pokrywał się z odcinkiem głównej niemieckiej blokady polskiego wybrzeża. W takiej sytuacji dowodzący „Rysiem” kmdr ppor. Aleksander Grochowski zdecydował się na zmianę sektora i 2 września opuścił swój dotychczasowy rejon operacyjny, udając się bardziej na północ od Helu. Według niektórych zachodnich i polskich źródeł, 4 września obserwator na „Rysiu” dostrzegł w wodzie peryskop i okręt odpalił w jego kierunku dwie torpedy, nie osiągając jednak trafienia, podobnie jak nie powiódł się atak niemieckiego U-18 pod dowództwem Kptlt. Max-Hermanna Bauera na „Żbika”.
W złej sytuacji znajdował się także „Wilk”, którego sektor w Zatoce Gdańskiej między Helem a ujściem Wisły znajdował się w rejonie patrolowanym przez nieprzyjacielskie lotnictwo. 2 września o 3:20 z „Wilka” dostrzeżono niszczyciel oraz dwa trałowce – przygotowania do ataku na większą jednostkę przerwało jednak obrzucenie polskiego okrętu bombami głębinowymi, które spowodowały uszkodzenie pokrywy lewego tłumika. Spowodowało to zalewanie oraz niekontrolowane zwiększanie głębokości okrętu, który ostatecznie osiadł na dnie na głębokości 60 metrów. Nieustające ataki w następnych dniach zmusiły okręt do dwukrotnego celowego chowania się na dnie morskim, w tym co najmniej raz na głębokości 87 metrów. W tym czasie na okręt zrzucone zostały 32 ładunki głębinowe, które spowodowały pęknięcie nitów w zewnętrznych zbiornikach paliwowych. W rezultacie również „Wilk” pozostawiał za sobą ułatwiający jego lokalizację ślad ropy. Gdy 2 września dowódca Floty podjął decyzję o postawieniu przez wszystkie okręty trzech małych zagród minowych, jego rozkaz został odebrany 3 września jedynie przez „Wilka”, który dzień później postawił 20 min, mimo że operacja była kilkakrotnie przerywana atakami niemieckich jednostek nawodnych za pomocą bomb głębinowych, a w trakcie stawiania min awarii uległ prawy silnik toru minowego, wobec czego część ciężkich min trzeba było ustawić w aparatach minowych ręcznie. Źródła różnią się jednak w określeniu liczby postawionych min – według Czesława Rudzkiego postawionych zostało 20 min w dwóch seriach po 10 min każda, gdy tymczasem Kacper Śledziński – powołując się na Bolesława Romanowskiego oraz Borysa Karnickiego – podaje iż „Wilk” postawił 3 serie po 10 min, a awaria silnika toru miała miejsce w trakcie stawiania ostatniej z trzech serii.
5 września, mimo braku zgody na wejście do portu wojennego na Helu z powodu obecności w pobliżu 10 ścigaczy niemieckich, dowódca „Rysia” zdecydował się na zawinięcie do bazy. W porcie helskim okręt został zanurzony po właz wejściowy w kiosku. Reszta kadłuba została zamaskowana przed rozpoznaniem lotniczym. Uszkodzenia nie były jednak możliwe do naprawienia w krótkim czasie, tak więc z zewnętrznych zbiorników została wypompowana ropa. Następnie ORP „Ryś” udał się wraz z kutrem straży granicznej „Batory” na próbę, czy okręt w dalszym ciągu pozostawia za sobą ślady ropy. Żadnego śladu nie zauważono i ORP „Ryś” wyszedł w morze do swojego nowego rejonu, tam też zgodnie z rozkazem w odległości 8 Mm na północny wschód od Helu miał postawić zagrodę minową. 7 i 9 września pozostałe dwa okręty postawiły swoje miny, odpowiednio „Ryś” – 10 i „Żbik” – 20.

#### Zmiana sektorów i charakteru działań
Komandor Mohuczy odbierał meldunki od swoich okrętów o bezustannych atakach, docierały do niego także triumfalne wiadomości niemieckie o zatopieniu kolejnych polskich okrętów podwodnych. 5 września postanowił więc zmienić charakter działań i przesunąć okręty bardziej na północ, gdzie miały mieć więcej swobody i – jak miał nadzieję – więcej celów. Tego więc dnia nakazał swoim okrętom zmianę sektorów według „Planu działania okrętów podwodnych na liniach komunikacyjnych nieprzyjaciela” (bez kryptonimu) – dotyczący obszaru między wyspą Bornholm, a przylądkiem Brüster Ort. Tymczasem na skutek błędnych meldunków o zatopieniu kilku polskich okrętów podwodnych, niemieckie dowództwo uznało, że polski Dywizjon nie stanowi już zagrożenia, i 5 września zniosło ograniczenia dla żeglugi do Prus Wschodnich, minując jednocześnie wyjścia z Bałtyku na neutralnych wodach duńskich i szwedzkich. Obowiązujący od 7 września nowy plan prowadzenia polskich działań także nie przyniósł powodzenia, z powodu respektowania zasad protokołu londyńskiego oraz zachowawczej postawy dowódców jednostek. Uszkodzone zaś „Sęp” i „Żbik” w ogóle nie zajęły swoich sektorów. Dodatkowo zaczęły maleć zapasy ropy, a ich uzupełnienie lub naprawa drobnych uszkodzeń w bazie helskiej nie wchodziło w grę. Na dodatek „Ryś” i „Wilk” musiały usunąć pewną ilość ropy z nieszczelnych zbiorników. 11 września „Ryś”, a dzień później również „Żbik”, odebrały przeznaczoną dla „Wilka” depeszę stanowiącą odpowiedź na pytanie o możliwość pobrania paliwa oraz zezwalającą temu ostatniemu na rejs do Wielkiej Brytanii. „Wilk” bowiem miał już jedynie 14 ton paliwa, co pozwalało mu na tylko tygodniowy pobyt w morzu. W rezultacie kpt. Krawczyk skierował swój okręt do cieśnin duńskich, a 19 września nawiązał kontakt z admiralicją brytyjską, dzień później zaś dotarł do portu w Rosyth.

#### Internowanie okrętów
19 września Niemcy zdobyli Kępę Oksywską, w każdej chwili też mogła zostać zniszczona radiostacja dowództwa, toteż licząc się z taką możliwością już 14 września dowództwo Dywizjonu przekazało na okręty wiadomość nakazującą szkodzić jak najwięcej nieprzyjacielowi, a po wyczerpaniu wszystkich środków udać się do Anglii. Jeśli zaś to byłoby niemożliwe, działać jak długo można na Bałtyku, po czym internować się w Szwecji. Rozkaz ten nie pozostawiał dowódcom okrętów dużego pola manewru. Jedynym dopuszczalnym rozwiązaniem była jak najdłuższa walka, po czym udanie się do Wielkiej Brytanii. W ostateczności jedynie dopuszczalne było udanie się do portów szwedzkich, wykluczone były wszelkie inne. 15 września w pobliżu Gotlandii „Ryś” wykrył dużą liczbę niekonwojowanych i nieuzbrojonych statków niemieckich. Nie mogąc jednak ich atakować nie podjął żadnych działań wobec nich. W związku z kurczącym się zapasem paliwa, nieszczelnością zbiorników, uszkodzeniem peryskopu wachtowego oraz sondy, 17 września kmdr Grochowski podjął decyzje o wpłynięciu do portu szwedzkiego, aby uzupełnić paliwo oraz usunąć niesprawności techniczne. Dzień później wpłynął do Stavsnäs, tu jednak okazało się, że napraw nie można dokonać w ciągu 24 godzin, toteż okręt został internowany.
Podobny los spotkał „Żbika”. W swoim nowym sektorze doznał uszkodzenia włazu kiosku, co spowodowało zalewanie wnętrza okrętu. 17 września woda dostała się do przedziału akumulatorów, zalane zostało siedem ogniw, co spowodowało wydzielenie dużej ilości chloru, uniemożliwiającego przebywanie w tym pomieszczeniu. Nagromadzenie gazu uniemożliwiało zanurzenie okrętu, co stwarzało zagrożenie dla jego bezpieczeństwa. W następnych dniach spostrzeżono większą liczbę niechronionych niemieckich statków oraz niezidentyfikowane okręty. Wobec docierających na okręt niemieckich i duńskich informacji o rozszerzeniu zapór minowych, dowódca nie zdecydował się na forsowanie Sundu i „Żbik” jako druga jednostka swojego typu został internowany w Szwecji, tym samym po przedarciu się „Wilka” do Anglii, okręty typu Wilk zakończyły działania bojowe w kampanii wrześniowej na Bałtyku.

#### Podsumowanie
Decydując się na zastosowanie do operacji obronnej defensywnego planu „Worek” oraz towarzyszącego mu planu „Rurka”, Dowództwo Floty przyjęło za pewnik, iż po wybuchu wojny Niemcy zaatakują Hel od strony morza i to akurat takimi siłami, jakie będą stanowiły dogodny cel dla polskich okrętów podwodnych. Dowództwo Floty i dywizjonu nie zdecydowało się na sugerowane przez Brytyjczyków ofensywne działania okrętów podwodnych na niezwykle żywotnych dla Niemiec liniach komunikacyjnych między portami Rzeszy a szwedzkim portem Luleå. Tymczasem od 1 września 1939 roku aż do jesieni 1944 roku każdego dnia szwedzki port w Zatoce Botnickiej opuszczało 4 do 6 niemieckich statków z rudą żelaza Polskie dowództwo przyjęło jednak całkowicie defensywny plan zwalczania niemieckiego desantu na Hel oraz niemieckiej żeglugi do Prus Wschodnich. Polskie okręty, dzięki swej wyporności i dużej autonomiczności, nadawały się do skutecznych działań na otwartym morzu. Mogły z dużym powodzeniem operować w rejonach odległych od własnych baz, ale nie nadawały się do działań w małych, ograniczonych akwenach przybrzeżnych – tymczasem taką właśnie rolę przewidziało dla nich dowództwo. Była to rola, którą przewidywano dla okrętów tej klasy przed pierwszą wojną światową, wojna ta ujawniła jednak wszystkie zalety okrętów podwodnych jako broni czysto ofensywnej. Stąd też dziwić może, że wychowany w niemieckiej flocie podwodnej podczas pierwszej wojny kadm. Józef Unrug zgodził się na tak defensywny plan. Jak w 1935 roku pisał ówczesny kapitan zur see Karl Dönitz, „w wojnie przeciwko wrogowi który nie jest uzależniony od zamorskich źródeł zaopatrzenia, zadaniem naszych okrętów podwodnych nie będzie wojna handlowa. [...] Okręty podwodne zostaną umieszczone na stacjonarnych pozycjach tak blisko wrogich baz morskich jak to tylko możliwe, w celu ataków na wrogie okręty i statki transportowe wojska”.
Polskie rozkazy były daleko mniej agresywne niż oczekiwane z polskiej strony przez dowództwo Kriegsmarine, które przewidywało, że polskie okręty podwodne będą operowały przeciwko jej okrętom wojennym i transportowcom na całym południowym i zachodnim Bałtyku. Tymczasem jednostki typu Wilk zostały skierowane daleko od wód, na których mogły znaleźć wroga, zaś w płytkich przybrzeżnych wodach w pobliżu niemieckich baz lotniczych i lekkich jednostek nawodnych wokół Zatoki Gdańskiej, były wystawione i podatne na działania ZOP. Stanowiło to znacznie bardziej ograniczony cel działania polskiej floty podwodnej, niż spodziewany przez Niemców. Także opóźnienie postawienia przez okręty podwodne zagród minowych i wydanie rozkazu w tej mierze dopiero dwa dni po wypowiedzeniu Niemcom wojny przez Anglię i Francję, świadczy o tym, że była to decyzja wyłącznie polityczna, nie zaś oparta na przesłankach militarnych. Jak napisał Poul Gross, były kapitan duńskiej marynarki wojennej, oficer wywiadu morskiego i wykładowca w wojskowej akademii morskiej tego kraju – polskie „okręty podwodne zmuszone zostały do działania bardzo defensywnego i dyskretnego. Nie mogły zmienić rezultatu tej części wojny, ale przy innym planowaniu mogły zadać zauważalne straty Niemcom”. Ostatecznie straty te zamknęły się liczbą trzech jednostek poderwanych na minach postawionych przez polskie podwodne minowce – 1 października na minie postawionej przez „Żbika” zatonął niemiecki trałowiec M-85. Według niektórych relacji, 7 grudnia 1939 roku na postawionej przez „Wilka” minie, która zerwała się z kotwicy i zdryfowała we wschodnią część Zatoki Gdańskiej, zatonął niemiecki kuter rybacki „Heimat 1”, zaś 22 stycznia 1940 roku duży trawler rybacki „Mühlhausen PG 314” na innej z min postawionej przez „Żbika”.

## „Wilk” w Wielkiej Brytanii

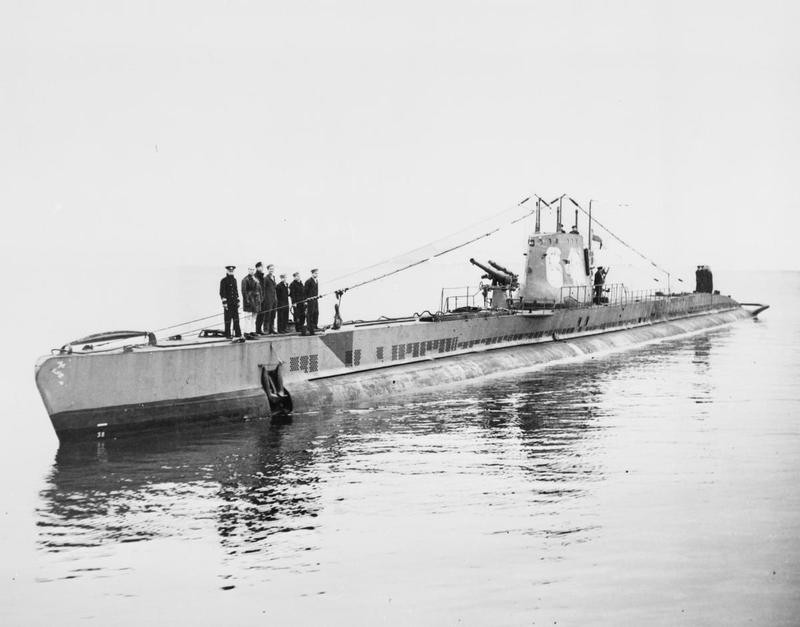
ORP „Wilk” 11 listopada 1940 roku, prawdopodobnie w Dundee

Po 529 godzinach spędzonych w morzu, z czego 351 godzinach w zanurzeniu, 20 września „Wilk” zawinął do Rosyth, aby uzupełnić kończące się paliwo. Do portu wszedł w towarzystwie niszczyciela HMS „Sturdy” (H28), który oczekiwał na jego przybycie w punkcie zbornym na wschód od wyspy May. Jeszcze tego samego dnia okręt wyruszył do Scapa Flow na Orkadach. 25 września kpt. Krawczyk rozmawiał z polskim attaché morskim w Londynie, prosząc go o przyśpieszenie prac remontowych nadwerężonego w wyniku działań bojowych  okrętu. Natychmiastowej wymiany wymagały bowiem akumulatory, naprawa nieszczelności zewnętrznych balastów oraz dziobowego steru głębokości i zaworów dennych wymagała zadokowania okrętu. 7 października okręt i załogę przedstawiono królowi Jerzemu VII, w końcu 12 października w eskorcie brytyjskiego niszczyciela przeszedł do stoczni w Dundee. 27 października doszło do spotkania załogi „Wilka” z załogą „Orła”, który po słynnej ucieczce z Tallinna przez 2 tygodnie przebywał w Rosyth, a następnie również przybył do Dundee na remont. Po dokonanych naprawach, 10 listopada rozpoczęły się morskie próby techniczne „Wilka”. 16 listopada z obiema załogami spotkali się gen. broni Władysław Sikorski – nowy Naczelny Wódz i premier Rzeczypospolitej Polskiej, w towarzystwie ambasadora Edwarda Raczyńskiego, attaché morskiego Tadeusza Stoklasy oraz kadm. Świrskiego z adiutantami. Doszło do niezręcznej sytuacji, gdyż gen. Sikorski odznaczył wybranych członków załogi „Orła” Krzyżami Walecznych, a kpt. Grudzińskiego orderem Virtuti Militari V klasy, podczas gdy załodze „Wilka” nie udzielił nawet ustnej pochwały. W rezultacie członkowie załogi „Wilka” czuli się upokorzeni i rozgoryczeni. Marynarze obu okrętów wykorzystali też obecność Naczelnego Wodza oraz admirałów brytyjskich, aby zamanifestować niechęć do szefa KMW, który ich zdaniem zostawił we wrześniu kraj i marynarzy w potrzebie.
22 listopada „Wilk” otrzymał brytyjski numer taktyczny – N64 (zmieniony później na 64A), opuścił Dundee i powrócił do Rosyth, gdzie wraz z „Orłem” wszedł w skład 2. Submarine Flotilla (SSF), pod dowództwem kmdr. W.D. Stephensa. Z powodów operacyjnych informacje o dyslokacji polskich okrętów były utajnione, dopiero 8 grudnia 1939 roku ujawniono fakt ich przybycia do Wielkiej Brytanii, aby zdementować doniesienia niemieckiej propagandy o ich zatopieniu na Bałtyku. Wkrótce potem król Jerzy VI nadał dowódcom obu okrętów Distinguished Service Order, co wywołało jeszcze większe zainteresowanie polskimi okrętami ze strony dziennikarzy. Kpt. Krawczyk został awansowany do stopnia komandora podporucznika, nastąpiły też przeniesienia między okrętami. Te ostatnie spowodowały niezadowolenie wśród załogi, spotęgowane nieobecnością kmdr. Krawczyka, którego oddelegowano do Szwecji w celu zakupu zamka do działa Boforsa „Orła” (zdemontowanego przez Estończyków w Tallinnie) oraz wysondowania możliwości przyprowadzenia do Anglii internowanych tam polskich okrętów.
Przeprowadzone w Dundee naprawy okazały się jednak niewystarczające. Zawodziły przede wszystkim główne silniki spalinowe i mechanizmy pomocnicze, pilnej wymiany wymagały ponadto akumulatory, co wymagało stoczniowego remontu kapitalnego okrętu. Toteż 27 lutego 1940 roku okręt ponownie trafił do stoczni w Dundee, gdzie przebywał do 4 czerwca. Przedłużające się remonty przyczyniły się do pogorszenia morale załogi i rozluźnienia dyscypliny, czego konsekwencją stał się wypadek przy próbach aparatów torpedowych, który doprowadził do kalectwa mata Bertholda Szczęsnego. Sytuację jeszcze bardziej pogorszyła utrata „Orła” i śmierć kolegów w czerwcu 1940 roku, która wstrząsnęła załogą „Wilka”. W międzyczasie na okręcie zamontowano Asdic typu górnego, jednak udało się zainstalować jedynie część odbiorczą, gdyż w okręcie zabrakło miejsca na część nadawczą, oraz potrzebny do określania prędkości okrętu log Czernikiejewa.
Ostatecznie, po dokonaniu szeregu poważnych napraw, 18 czerwca „Wilk” wyszedł na patrol na Morze Północne pod dowództwem kpt. Karnickiego (pod nieobecność kmdr. Krawczyka). W trakcie patrolu, tuż po północny 21 czerwca podczas ładowania akumulatorów, w niewielkiej odległości od okrętu (na pozycji 56°54′00″N 3°30′00″E/56,900000 3,500000) zauważono obiekt, który rozpoznano jako nieprzyjacielski okręt podwodny. Pełniący wachtę na mostku kpt. Romanowski podjął decyzję o taranowaniu. Warto zauważyć, że w źródłach występuje niezgodność co do daty zdarzenia – według Rudzkiego oraz Jerzego Pertka zdarzenie miało miejsce o godzinie 0:25 21 czerwca, podczas gdy według Mariusza Borowiaka – podobnie też Andrzeja Bartelskiego – o 0:25 20 czerwca. W rezultacie zderzenia „Wilk” doznał poważnych uszkodzeń, doszło między innymi do skrzywienia wału głównego i poważnych uszkodzeń dwóch śrub, a do wnętrza okrętu wlało się około 10 ton wody. Uderzenie było tak silne, że rufa okrętu została całkowicie uniesiona nad wodę. Według relacji załogi „Wilk” uderzył miejsce, gdzie chwilę wcześniej zanurzyło się w wodzie działo okrętu podwodnego. Oficjalnie „Wilkowi” zostało przyznane zatopienie nieprzyjacielskiego okrętu podwodnego, z uwagi na charakter uszkodzeń okrętu raczej wykluczono możliwość uderzenia w minę. Sytuacja ta do dziś budzi wątpliwości i snute jest całe spektrum różnych teorii. Admiralicja pogratulowała wprawdzie „Wilkowi” zatopienia jednostki, Royal Navy nigdy jednak nie opublikowała oficjalnego komunikatu o jego zatopieniu. Sam zaś kpt. Romanowski do śmierci był przekonany, że okręt zatopił U-Boota.
Po zaskakująco krótkim tym razem jak na rozmiar odniesionych uszkodzeń remoncie, „Wilk” powrócił do służby, w drugiej połowie 1940 roku odbył kilka patroli, żaden jednak nie zakończył się sukcesem. 15 lipca 1940 roku – najprawdopodobniej skutkiem depresji – samobójstwo popełnił dowódca kmdr ppor. Bogusław Krawczyk. 20 sierpnia 1941 roku okazało się, że mechanizmy okrętowe starego okrętu wymagają generalnego remontu, po którym jednostka została przeniesiona do flotylli szkolnej, gdyż nie zapewniała już wymaganego stopnia bezpieczeństwa pływania.

## Jednostki internowane w Szwecji
Ewenementem w historii wojen morskich jest internowanie 60% okrętów podwodnych, biorących udział w działaniach bojowych, co stało się udziałem 3 z 5 okrętów Dywizjonu OP, w tym dwóch typu Wilk. Z drugiej strony, pomimo miażdżącej przewagi na morzu i w powietrzu, Niemcy nie zdołali zatopić żadnego z polskich okrętów podwodnych podczas tej kampanii, w tym ani jednego okrętu podwodnego typu Wilk.

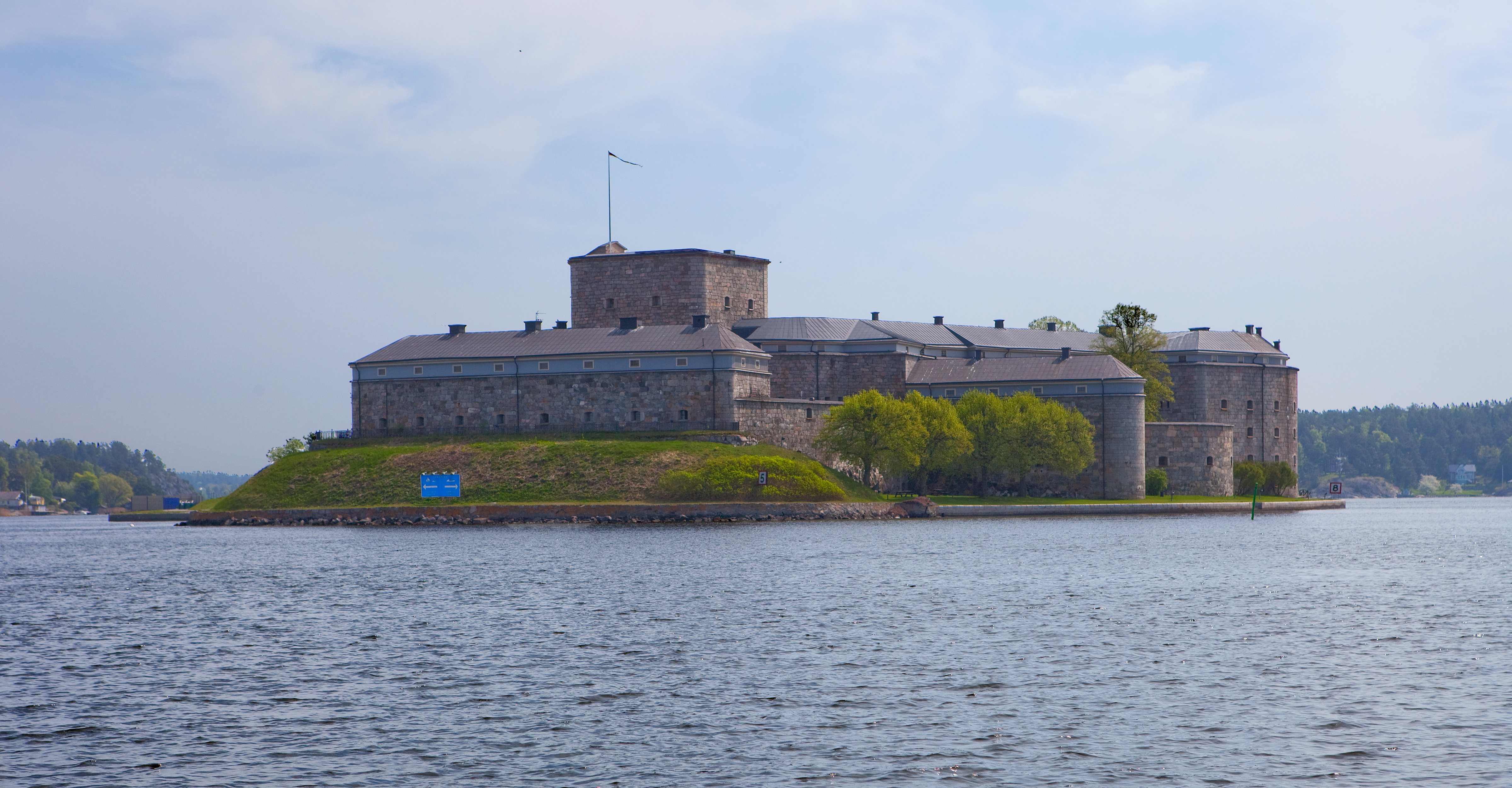
Twierdza Vaxholm, na terenie której zakwaterowane były załogi „Rysia” i „Żbika” w pierwszym okresie internowania

Dyskusja, czy okręty mogły uniknąć internowania, wciąż nie jest zamknięta, mimo upływu kilkudziesięciu lat od zakończenia wojny. Najbardziej uszkodzonym polskim okrętem podczas kampanii morskiej był bez wątpienia ORP „Sep”, z okrętów typu Wilk natomiast największe uszkodzenia odniosły ORP „Wilk” – któremu mimo tego udało przedrzeć do Anglii – oraz „Ryś”, a stosunkowo najmniejsze ORP „Żbik”. Rozkaz dowódcy dywizjonu z 14 września nie pozostawiał najmniejszych wątpliwości – po wyczerpaniu możliwości walki udać się do Anglii. W razie braku natomiast możliwości przejścia do Wysp Brytyjskich, jednostki miały udać się do Szwecji. Ocenę takich możliwości dowództwo dywizjonu pozostawiło dowódcom okrętów, którzy znali stan swoich okrętów, nie znali natomiast sytuacji w cieśninach duńskich. Dowódca znajdującego się w stosunkowo dobrym – w porównaniu do innych okrętów – stanie technicznym „Żbika” zapytał Dowództwo Floty o warunki przejścia przez Sund i otrzymał odpowiedź o wolnym przejściu w pobliżu latarni Falsterborev. Odbierał też jednak komunikaty niemieckie o rozszerzaniu zagród minowych w cieśninach. W takiej sytuacji najpóźniej 19 września kmdr ppor. Michał Żebrowski podjął decyzję o udaniu się do Szwecji, gdy tymczasem dowodzący „Orłem” kpt. Grudziński decyzję o przejściu przez Sund do Anglii podjął dopiero 7 października, również nie znając sytuacji w cieśninach, nie dysponując na dodatek mapami. W grę więc wchodziły tu czynniki subiektywne i indywidualne cechy poszczególnych dowódców – warto zauważyć, że na przedarcie się do Anglii zdecydowali się oficerowie najmłodsi wiekiem i stażem (kpt. Krawczyk – 33 lata, kpt. Grudziński – 32 lata, obaj z promocji w 1928 roku). W okresie przedwojennym pozostawali oni w cieniu innych dowódców okrętów, którzy z kolei w warunkach sprawdzianu wojennego zawiedli.
Niezależnie od uregulowań prawnych w rejonie basenu Morza Bałtyckiego, wpływ na internowanie polskich jednostek miały też proniemieckie sympatie Szwecji, które dominowały w tym kraju przez większość II wojny światowej, oraz niezwykle delikatna i skomplikowana sytuacja polityczna i militarna tego kraju w świetle wydarzeń w rejonie bałtyckim. W konsekwencji obie jednostki typu Wilk, które zawinęły do Szwecji – „Ryś” 18 września, „Żbik” 24 września – zostały rozbrojone i unieruchomione przez rozłączenie wałów, zaś ich załogi zakwaterowane w bloku koszarowym na terenie twierdzy Vaxholm. Internowani mieli ograniczoną swobodę poruszania się i nie wolno im było opuszczać wyspy, zaś okręty zacumowane zostały około 300 metrów od niej. 21 września Szwedzi zażądali, aby załogi opuściły okręty wraz ze służbą wachtową, jednak wobec zdecydowanego protestu załóg, Szwedzi wyrazili zgodę na utrzymywanie wacht na okrętach. Z biegiem czasu internowani uzyskali zgodę na wychodzenie z obozu oraz opiekę lekarską, i uczestniczenia w życiu kulturalnym, uzyskali także prawo do pracy zarobkowej na terenie miasta, jednak wyłącznie za specjalnym imiennym zezwoleniem. Wśród załóg panowało jednak dążenie do wyjścia w morze, toteż dzięki naciskowi na władze szwedzkie, te ostatnie zgodziły się w końcu na odholowanie polskich jednostek do arsenału szwedzkiej marynarki w Sztokholmie, gdzie miano je przygotowywać do opuszczenia portu. 16 kwietnia okręty zacumowały w stolicy Szwecji obok „Daru Pomorza”, a załogi przystąpiły do usuwania niesprawności technicznych, pobierania paliwa oraz załadowywania torped i innej amunicji przechowywanych w magazynach na wyspie Skeppsholmen. 9 kwietnia 1940 roku jednak wojska niemieckie zaatakowały Norwegię, w rezultacie czego w obawie przed niemiecką reakcją i zajęciem przez Wehrmacht całej Skandynawii, 10 czerwca Szwecja zdecydowała się wycofać zezwolenie na opuszczenie portu przez polskie okręty. Tymczasem po ponownym wyładunku torped, z powodu rozgoryczenia i niezadowolenia, znacznie pogorszyła się kondycja psychiczna załóg w Szwecji, w rezultacie mnożyły się przewinienia dyscyplinarne. W lipcu okręty zostały odholowane do Mariefred nad jeziorem Mälaren 80 km od Sztokholmu.
W nowym miejscu bazowania, załogi okrętów zostały zorganizowane w jeden oddział wojskowy, którego komendantem został kmdr Salamon, podlegający bezpośrednio attaché morskiemu w Sztokholmie, jako pełnomocnikowi szefa KMW. Załogi mogły poruszać się w granicach obozu, zaś poza jego terenem tylko na mocy przepustek. Tu też przeprowadzono częściowe remonty okrętów – na „Żbiku” zamontowano szwedzki log SAL, na „Rysiu” zaś wymieniono nawet kilka arkuszy blach kadłuba sztywnego. Prowadzono także szkolenie teoretycznie załóg według programu obowiązującego w Dywizjonie Okrętów Podwodnych przed rozpoczęciem kampanii wrześniowej. Wśród pozbawionych pływania załóg pojawiły się problemy społeczne, zwłaszcza w stosunkach między marynarzami i podoficerami. Członkowie załóg ubiegali się o możliwość wyjazdu ze Szwecji, co udało się dopiero 6 grudnia 1944 roku, kiedy pierwsza grupa 19 oficerów, podoficerów i marynarzy udała się do Londynu, a już po zakończeniu wojny – w czerwcu 1945 roku – kolejna siedmioosobowa grupa. Kolejnych 18 podoficerów i marynarzy przygotowujących się do opuszczenia Szwecji w ostatniej chwili odmówiło wypełnienia formularzy wniosków o przyznanie wizy do Wielkiej Brytanii, zamierzając powrócić do Polski. Zakończenia najbardziej ponurego w dziejach polskiej floty podwodnej okresu internowania, nie doczekało kilka osób – na cmentarzu w Mariefred zostali pochowani mat Antoni Mańka, st. mar. Franciszek Kordacz, st. bosm. Marian Majewski, mat Józef Lelito, mat Franciszek Kaszuba i bosmat Klemens.

## Powrót okrętów do kraju
Po zakończeniu wojny władzę w Polsce przejął Tymczasowy Rząd Jedności Narodowej (TRJN), który 29 czerwca 1945 roku został uznany przez Szwecję, a 5 lipca przez Wielką Brytanię. Rozpoczął on starania o powrót do Polski okrętów znajdujących się w Wielkiej Brytanii i Szwecji. Po zakończeniu 23 sierpnia 1945 roku rozmów rozpoczętych w Sztokholmie, do Szwecji udała się „Polska Misja Morska” z kmdr. Aleksandrem Mohuczym – przedwojennym dowódcą Dywizjonu, oraz oficerami radzieckimi. Jej zadaniem było przejęcie okrętów, zorganizowanie załóg i przeprowadzenie jednostek do Gdyni. Podczas zaaranżowanego przez kmdr. Kłossowskiego spotkania z dowództwem szwedzkiej marynarki ustalono, że polskie okręty powrócą do kraju z końcem października 1945 roku. Okręty zostały poddane prowizorycznym naprawom w stoczni szwedzkiej marynarki. W czasie działalności Polskiej Misji Morskiej w Szwecji, zarówno działający jeszcze oficjalnie attaché morski rządu emigracyjnego w Londynie kmdr por. Marian Wolbek – związany z okrętami typu Wilk od samego początku ich powstawania we Francji, był bowiem członkiem komisji Świrskiego opiniującej oferty, jak i attaché morski TRJN oraz członkowie samej misji, prowadzili agitację wśród załóg – odpowiednio – przeciw i za powrotem do kraju. Ostatecznie jedynym oficerem czynnych załóg okrętów w Szwecji, który wyraził chęć powrotu z okrętami do opanowanej przez komunistów Polski, był kmdr ppor. Władysław Salamon.
Podczas ostatecznych oględzin okrętów stwierdzono, że wszystkie mechanizmy główne i pomocnicze okrętów zostały starannie zakonserwowane i pozwalały na przebycie drogi do Polski o własnym napędzie. 5 września 1945 roku okręty zostały oficjalnie odebrane od szwedzkiej marynarki wojennej oraz obsadzone polskimi załogami. Technicznie w najlepszym stanie był „Sęp”, „Żbik” i „Ryś” natomiast nie miały akumulatorów, które na skutek zużycia zostały wcześniej odesłane do regeneracji w fabryce Tudor w Göteborgu. Z „Sępa” zdjęto więc 100 ogniw i po 50 zainstalowano w obu jednostkach typu Wilk. 21 października 1945 roku na okrętach podniesiono bandery Marynarki Wojennej i wyruszyły one do kraju, by po sztormowym rejsie zakotwiczyć na redzie Gdyni 25 października. W macierzystym porcie wojennym w Oksywiu zacumowały 26 października Zgodnie z rozkazem radzieckiego dowódcy polskiej Marynarki Wojennej z 31 października 1945 roku, wraz z okrętami podwodnymi powróciło do kraju 51 członków ich internowanych załóg, w tym 1 oficer.

### Powrót „Wilka”
We wrześniu 1946 roku na ORP „Wilk” opuszczono banderę i przekazano go pod opiekę Brytyjczyków. 31 marca 1947 roku Marynarka Wojenna w Wielkiej Brytanii została rozwiązana. Nieco wcześniej, do 8 marca 1947 roku do Wielkiej Brytanii udała się ponownie Polska Misja Morska, która uznała, że „ze względu na starość i zniszczenie wojenne stan techniczny Wilka jest bardzo zły. Wilk nie przedstawia obecnie żadnej wartości bojowej, a przeznaczenie go na okręt szkolny wymaga niewspółmiernie dużych nakładów. Nie jest on w stanie iść o własnym napędzie, holować zaś w jego obecnym stanie jest dużym ryzykiem”.
Członkowie Misji wyrazili jednak stanowisko, że skoro „Wilk” walczył w czasie wojny w składzie floty brytyjskiej, Wielka Brytania powinna przekazać stronie polskiej inną sprawną jednostkę zamiast niego. Brytyjczycy nie zgodzili się jednak na wymianę, toteż Polacy zdecydowali się sprowadzić okręt do kraju za pomocą holownika „Swarożyc”. Ostatecznie „Wilk” został przyholowany do Gdyni w październiku 1952 roku, z uwagi jednak na jego stan techniczny, został udostępniony do zwiedzania, a następnie skreślony z listy okrętów i po 22 latach służby oddany na złom. Kilkumiesięczne prace nad złomowaniem okrętu rozpoczęły się w styczniu 1954 roku, a kierował nimi były oficer-mechanik „Wilka” – w tym czasie dyrektor Stoczni Marynarki Wojennej w Gdyni – Zygmunt Jasiński.

## Służba w powojennej Polsce
30 listopada 1945 roku „Żbik” i „Ryś” rozkazem naczelnego dowódcy Wojska Polskiego zostały wcielone w skład nowej Marynarki Wojennej, którą na stanowisku Dowódcy Marynarki Wojennej dowodził w tym czasie radziecki kontradmirał Nikołaj Abramow. 15 grudnia tego roku, obie jednostki wraz „Sępem” weszły w skład sformowanego w tym dniu nowego Dywizjonu Okrętów Podwodnych, nad którym dowództwo objął dowódca dywizjonu przedwojennego kmdr por. Aleksander Mohuczy. Stan etatowy nowej jednostki wynosił 201 osób, w tym 51 oficerów, jednak faktycznie w składzie dywizjonu znajdowały się tylko 72 osoby, z których większość stanowiła kadra przedwojenna, która powróciła z internowania bądź z oflagów. Wbrew jednak zapewnieniom składanym w Szwecji, większość z tych osób służyć miała jedynie do czasu wyszkolenia nowej kadry zwłaszcza oficerskiej, po czym – jak w maju 1946 roku pisał w raporcie do Naczelnego Dowództwa WP zastępca dowódcy Marynarki Wojennej ds. polityczno-wychowawczych kmdr Józef Urbanowicz – „przyjdzie czas, kiedy będzie można się ich pozbyć w sposób bezwzględny, ostry i nagły”. Dowództwo Marynarki Wojennej otrzymało też uprawnienie do kierowania do Rejowych Komend Uzupełnień wniosków o powoływanie w trybie przymusowym przedwojennych oficerów i podoficerów. Wydany został dokument w postaci „Wytycznych dla MW na lata 1946–1949”. Obok stwierdzenia o „doraźnym” tylko korzystaniu z kadry przedwojennej, znalazł się w nim zapis nakazujący w miarę tworzenia nowych kadr oczyszczanie MW z „elementów niepewnych politycznie”, przy czym „jednostki reakcyjne” należało „usuwać” w trybie natychmiastowym.
Dywizjon został zlokalizowany tak jak przed wojną, a załogi kwaterowały w budynku koszarowym, który zajmowały do września 1939 roku. Gdy w marcu 1946 roku uruchomiono stocznię gdyńską, kolejne okręty zaczęły przechodzić remonty kapitalne: „Ryś” 6 maja, zaś „Żbik” 8 lipca. Zgodnie z pierwotnymi założeniami, jednostki przebywać miały w remoncie przez 10 miesięcy, jednak „Ryś” opuścił stocznię dopiero pod koniec 1948 roku, a „Żbik” na początku 1949 roku. W tym czasie (31 lipca 1948 roku – 10 lipca 1950 roku) dowódcą dywizjonu był kmdr por. Bolesław Romanowski, we wrześniu 1939 roku członek załogi „Wilka”. W lipcu 1951 roku po raz pierwszy po wojnie „Ryś” zanurzył się na głębokość 70 metrów, po czym komisyjnie określono maksymalną głębokość zanurzenia „Rysia” i „Żbika” wynoszącą 50 metrów. Pierwszy po wojnie rejs zagraniczny okręty typu Wilk odbyły od 13 do 20 października 1951 roku, kiedy pod komendą kpt. Władysława Urbańskiego „Ryś” złożył w towarzystwie „Sępa” wizytę w radzieckiej wówczas Rydze.
Wizyta ta wpisywała się w istotny element szkolenia zarówno doświadczonych jak i nowych członków załóg okrętów, którym było kształtowanie ich słusznego światopoglądu oraz właściwej świadomości politycznej. Sprzyjać miało temu funkcjonowanie w dywizjonie aparatu politycznego, w tym umieszczenie na każdym okręcie „zastępcy dowódcy do spraw polityczno-wychowawczych”, w dowództwie dywizjonu zaś sekcji polityczno-wychowawczej. „Szczególną rolę w kształtowaniu świadomości postaw i poglądów politycznych spełniali, poza etatowymi oficerami politycznymi członkowie partii i ZMP. [...] Praca partyjna w tym czasie miała głównie na celu wyjaśnienie istoty i charakteru władzy ludowej”.
Z czasem stan techniczny okrętów pogarszał się, zwłaszcza że w latach 1952–1953 okręty spędziły łącznie 986,8 godziny w morzu – 1 września 1953 roku specjalna komisja stwierdziła zużycie mechanizmów głównych i pomocniczych, a także kadłubów sztywnych i lekkich, które nie zapewniają już bezpiecznego zanurzania. Na podstawie oceny ich stanu, maksymalną głębokość zanurzenia „Rysia” i „Żbika” ograniczono do jedynie 20 metrów, co poważnie ograniczyło ich wartość operacyjną. Kolejna komisja – powołana 10 stycznia 1955 roku – stwierdziła, że oba okręty pod względem taktyczno-technicznym nie odpowiadają już stawianym wymaganiom i nie przedstawiają żadnej wartości bojowej. Wnioski komisji zostały zaakceptowane, wobec czego 8 września 1955 roku ostatecznie opuszczono banderę na „Rysiu”, 9 września 1955 roku natomiast na „Żbiku”. Oba okręty zostały następnie złomowane. Tym samym historia okrętów podwodnych typu Wilk dobiegła ostatecznie końca.